# Rusland op de Olympische Zomerspelen 2004
Rusland nam deel aan de Olympische Zomerspelen 2004 in Athene, Griekenland. Het was de derde Russische deelname na het uiteenvallen van de Sovjet-Unie. Tijdens de twee eerdere edities werd telkens de tweede plaats in het medailleklassement gehaald, na de Verenigde Staten. Dit keer moest het ook China voor zich dulden.

## Medailleoverzicht
| Sport            | Olympiër | Discipline                 | Medaille |
| ---------------- | --- | -------------------------- | -------- |
| Atletiek         | Joeri Borzakovski | 800m (m)                   | Goud     |
| Atletiek         | Jelena Slesarenko | hoogspringen (v)           | Goud     |
| Atletiek         | Tatjana Lebedeva | verspringen (v)            | Goud     |
| Atletiek         | Jelena Isinbajeva | polsstokhoogspringen (v)   | Goud     |
| Atletiek         | Natalja Sadova | discuswerpen (v)           | Goud     |
| Atletiek         | Olga Koezenkova | kogelslingeren (v)         | Goud     |
| Boksen           | Aleksej Tisjtsjenko | -57kg (m)                  | Goud     |
| Boksen           | Gajdarbek Gajdarbekov | -75kg (m)                  | Goud     |
| Boksen           | Aleksandr Povetkin | +91kg (m)                  | Goud     |
| Gewichtheffen    | Dmitri Berestov | -105kg (m)                 | Goud     |
| Gymnastiek       | Alina Kabajeva | ritmisch individueel (v)   | Goud     |
| Gymnastiek       | Olesya Belugina Olga Glatskikh Tatiana Kurbakova Natalia Lavrova Elena Murzina Yelena Posevin | ritmisch team (v)          | Goud     |
| Moderne vijfkamp | Andrej Mojsejev | mannen                     | Goud     |
| Roeien           | Sergej Fedorovtsev Igor Kravtsov Nikolaj Spinev Aleksej Svirin | dubbel-vier (m)            | Goud     |
| Schermen         | Karina Aznavoerjan Oksana Jermakova Tatjana Logoenova Anna Sivkova | degen team (v)             | Goud     |
| Schietsport      | Michail Nestroejev | 50m pistool (m)            | Goud     |
| Schietsport      | Aleksej Alipov | trap (m)                   | Goud     |
| Schietsport      | Ljoebov Galkina | 50m geweer 3 houdingen (m) | Goud     |
| Synchroonzwemmen | Anastasia Davydova Anastasia Jermakova | duet                       | Goud     |
| Synchroonzwemmen | Yelena Azarova Olga Brusnikina Anastasia Davydova Maria Gromova Mariya Kiselyova Olga Novokshchenova Anna Shorina Anastasiya Yermakova | team                       | Goud     |
| Wielersport      | Michail Ignatiev | puntenkoers (m)            | Goud     |
| Wielersport      | Olga Sljoesarjova | puntenkoers (v)            | Goud     |
| Wielersport      | Vjatsjeslav Jekimov | tijdrit (m)                | Goud     |
| Worstelen        | Aleksej Mitsjine | -84kg Grieks-Romeins (m)   | Goud     |
| Worstelen        | Chasan Barojev | -120kg Grieks-Romeins (m)  | Goud     |
| Worstelen        | Mavlet Batirov | -55kg vrije stijl (m)      | Goud     |
| Worstelen        | Boevajsa Sajtiev | -74kg vrije stijl (m)      | Goud     |
| Worstelen        | Chadjimoerat Gatsalov | -96kg vrije stijl (m)      | Goud     |
| Atletiek         | Denis Nizjegorodov | 50km snelwandelen (m))     | Zilver   |
| Atletiek         | Tatjana Tomasjova | 1500m (v)                  | Zilver   |
| Atletiek         | Olimpiada Ivanova | 20km snelwandelen (v)      | Zilver   |
| Atletiek         | Irina Chabarova Olga Fjodorova Larisa Kroeglova Joelia Tabakova | 4x100m (v)                 | Zilver   |
| Atletiek         | Natalja Antjoech Olesja Krasnomovets Natalja Nazarova Olesja Zykina | 4x400m (v)                 | Zilver   |
| Atletiek         | Irina Simagina | verspringen (v)            | Zilver   |
| Atletiek         | Svetlana Feofanova | polsstokhoogspringen (v)   | Zilver   |
| Gewichtheffen    | Chadjimoerad Akkajev | -94kg (m)                  | Zilver   |
| Gewichtheffen    | Natalia Zabolotnaja | -75kg (v)                  | Zilver   |
| Gymnastiek       | Aleksandr Moskalenko | trampoline (m)             | Zilver   |
| Gymnastiek       | Svetlana Chorkina | individuele meerkamp (v)   | Zilver   |
| Gymnastiek       | Irina Tsjatsjina | ritmisch individueel (v)   | Zilver   |
| Judo             | Vitali Makarov | -73kg (m)                  | Zilver   |
| Judo             | Tamerlan Tmenov | +100kg (m)                 | Zilver   |
| Kanovaren        | Aleksandr Kostoglod Alexander Kovalev | C-2 1000m (m)              | Zilver   |
| Schietsport      | Michail Nestroejev | 10m luchtpistool (m)       | Zilver   |
| Schietsport      | Sergej Poljakov | 25m snelvuurpistool (m)    | Zilver   |
| Schietsport      | Aleksandr Blinov | 10m bewegend doel (m)      | Zilver   |
| Schietsport      | Ljoebov Galkina | 10m luchtgeweer (v)        | Zilver   |
| Schoonspringen   | Vera Iljina Joelia Pachalina | 3m plank synchroon (v)     | Zilver   |
| Schoonspringen   | Natalia Gontsjorova Jilia Koltoenova | 10m toren synchroon (v)    | Zilver   |
| Volleybal        | Yevgeniya Artamonova Olga Chukanova Yekaterina Gamova Aleksandra Korukovets Olga Nikolaeva Yelena Plotnikova Natalya Safronova Lioubov Shashkova Marina Sheshenina Irina Tebenikhina Yelizaveta Tishchenko Yelena Tyurina                                     | zaal (v)                   | Zilver   |
| Wielersport      | Tamilla Abassova | sprint (v)                 | Zilver   |
| Worstelen        | Goejejdar Mamedaliev | -55kg Grieks-Romeins (m)   | Zilver   |
| Worstelen        | Goezel Manjoerova | -72kg vrije stijl (v)      | Zilver   |
| Zwemmen          | Stanislava Komarova | 200m rugslag (v)           | Zilver   |
| Atletiek         | Aleksej Vojevodin | 50km snelwandelen (m)      | Brons    |
| Atletiek         | Danila Boerkenja | hink-stap-springen (m)     | Brons    |
| Atletiek         | Sergej Makarov | speerwerpen (m)            | Brons    |
| Atletiek         | Natalja Antjoech | 400m (v)                   | Brons    |
| Atletiek         | Tatjana Kotova | verspringen (v)            | Brons    |
| Atletiek         | Tatjana Lebedeva | hink-stap-springen (v)     | Brons    |
| Basketbal        | Anna Arkhipova Olga Arteshina Elena Baranova Diana Goustilina Maria Kalmykova Elena Karpova Ilona Korstin Irina Osipova Oxana Rakhmatulina Tatiana Shchegoleva Maria Stepanova Natalia Vodopyanova                                                            | vrouwen                    | Brons    |
| Boksen           | Sergej Kazakov | -48kg (m)                  | Brons    |
| Boksen           | Moerat Chratsjev | -60kg (m)                  | Brons    |
| Boksen           | Oleg Sajtov | -69kg (m)                  | Brons    |
| Gewichtheffen    | Eduard Tjoekin | -94kg (m)                  | Brons    |
| Gewichtheffen    | Gleb Pisarevskiy | -105kg (m)                 | Brons    |
| Gewichtheffen    | Zarema Kasajeva | -69kg (v)                  | Brons    |
| Gewichtheffen    | Valentina Popova | -75kg (v)                  | Brons    |
| Gymnastiek       | Ludmila Ezhova Svetlana Khorkina Maria Kryuchkova Anna Pavlova Elena Zamolodchikova Natalia Ziganshina | meerkamp team (v)          | Brons    |
| Gymnastiek       | Anna Pavlova | sprong (v)                 | Brons    |
| Handbal          | Pavel Bashkin Mikhail Chipurin Aleksandr Gorbatikov Vyacheslav Gorpishin Vitali Ivanov Eduard Koksharov Alexey Kostygov Denis Krivoshlykov Vasily Kudinov Oleg Kuleshov Andrey Lavrov Sergey Pogorelov Alexey Rastvortsev Dmitri Torgovanov Aleksandr Tuchkin | mannen                     | Brons    |
| Judo             | Dmitri Nossov | -81kg (m)                  | Brons    |
| Judo             | Chasanbi Taov | -90kg (m)                  | Brons    |
| Judo             | Tea Dongoezasjvili | +78kg (v)                  | Brons    |
| Kanovaren        | Maksim Opalev | C-1 500m (m)}              | Brons    |
| Kanovaren        | Aleksandr Kostoglod Aleksandr Kovalev | C-2 500m (m)               | Brons    |
| Schermen         | Renal Ganejev Joeri Moltsjan Roeslan Nasiboellin Vjatsjeslav Pozdnjakov | floret team (m)            | Brons    |
| Schermen         | Pavel Kolobkov | degen (v)                  | Brons    |
| Schermen         | Aleksej Djatsjenko Aleksej Jakimenko Stanislav Pozdnjakov Sergej Tsjarikov | sabel team (m)             | Brons    |
| Schietsport      | Vladimir Isakov | 10m luchtpistool (m)       | Brons    |
| Schietsport      | Sergej Alifirenko | 25m snelvuurpistool (m)    | Brons    |
| Schietsport      | Dimitri Lykin | 10m bewegend doel (m)      | Brons    |
| Schoonspringen   | Dmitri Saoetin | 3m plank (m)               | Brons    |
| Schoonspringen   | Joelia Pachalina | 3m plank (v)               | Brons    |
| Volleybal        | Pavel Abramov Sergei Baranov Stanislav Dineykin Andrey Egorchev Aleksey Kazakov Vadim Khamuttskik Taras Khtey Aleksandr Kosarev Aleksey Kuleshov Sergey Tetyukhin Konstantin Ushakov Aleksey Verbov                                                           | zaal (m)                   | Brons    |
| Waterpolo        | Roman Balashov Aleksandr Fyodorov Sergey Garbuzov Dmitry Gorshkov Nikolay Kozlov Nikolay Maksimov Andrei Rekechinski Dmitri Stratan Revaz Chomakhidze Aleksandr Yeryshov Vitaly Yurchik Marat Zakirov Irek Zinnurov                                           | mannen                     | Brons    |
| Wielersport      | Olga Sljoesarjova | wegwedstrijd (v)           | Brons    |
| Worstelen        | Varteres Samoergatsjev | -74kg Grieks-Romeins (m)   | Brons    |
| Worstelen        | Machatsj Moertazaliev | -66kg vrije stijl (m)      | Brons    |
| Worstelen        | Sazjid Sazjidov | -84kg vrije stijl (m)      | Brons    |

## Deelnemers en resultaten

### Atletiek
| Olympiër                                                             | Discipline               | Resultaat | Prestatie |
| -------------------------------------------------------------------- | ------------------------ | --------- | --- |
| Andrej Jepisjin                                                      | 100m (m)                 | 29e       | serie 3: 5de in 10,29 kwartfinale 4: 7de in 10,29 |
| Oleg Sergejev                                                        | 200m (m)                 | 37e       | serie 3: 6de in 20,95 |
| Anton Galkin                                                         | 400m (m)                 | DSQ       | serie 3: 1ste in 45,43 halve finale 2: gediskwalificeerd |
| Oleg Misjoekov                                                       | 400m (m)                 | 41e       | serie 6: 6de in 46,41 |
| Ramil Aritkoelov                                                     | 800m (m)                 | 60e       | serie 7: 7de in 1.49,25 |
| Dmitri Bogdanov                                                      | 800m (m)                 | 37e       | serie 6: 4de in 1.47,03 |
| Joeri Borzakovski                                                    | 800m (m)                 | Goud      | serie 5: 1ste in 1.46,20 halve finale 2: 2de in 1.44,29 finale:' 1ste in 1.44,45 |
| Aleksandr Krivtsjonkov                                               | 1500m (m)                | 26e       | serie 2: 10de in 3.41,37 |
| Igor Peremota                                                        | 110m horden (m)          | 23e       | serie 3: 4de in 13,54 kwartfinale 3: 7de in 13,64 |
| Jevgeni Petsjonkin                                                   | 110m horden (m)          | 17e       | serie 4: 4de in 13,64 kwartfinale 1: 5de in 13,53 |
| Sergej Tsjepiga                                                      | 110m horden (m)          | 22e       | serie 5: 5de in 13,59 kwartfinale 4: 5de in 13,55 |
| Boris Gorban                                                         | 400m horden (m)          | 19e       | serie 1: 4de in 49,25 halve finale 3: 7de in 49,46 |
| Michail Lipski                                                       | 400m horden (m)          | 17e       | serie 4: 3de in 49,00 halve finale 1: 6de in 49,10 |
| Roman Oesov                                                          | 3000m steeplechase (m)   | 17e       | serie 2: 7de in 8.24,19 |
| Pavel Potapovitsj                                                    | 3000m steeplechase (m)   | 37e       | serie 1: 11de in 8.52,65 |
| Sergej Bytsjkov Andrej Jepisjin Aleksandr Rjabov Oleg Sergejev       | 4x100m (m)               | 15e       | serie 1: 8ste in 39,19 |
| Aleksandr Larin Roeslan Masjtsjenko Oleg Misjoekov Andrej Roednitski | 4x400m (m)               | 9e        | serie 2: 4de in 3.03,35 |
| Georgi Andrejev                                                      | marathon (m)             | 19e       | 2:16.55 |
| Dmitri Boermakin                                                     | marathon (m)             | 73e       | 2:31.51 |
| Leonid Sjvetsov                                                      | marathon (m)             | 13e       | 2:15.28 |
| Vladimir Andrejev                                                    | 20km snelwandelen (m)    | 7e        | 1:21.53 |
| Viktor Boerajev                                                      | 20km snelwandelen (m)    | 22e       | 1:25.36 |
| Vladimir Parvatkin                                                   | 20km snelwandelen (m)    | 38e       | 1:31.13 |
| Joeri Andronov                                                       | 50km snelwandelen (m)    | 9e        | 3:50.28 |
| Denis Nizjegorodov                                                   | 50km snelwandelen (m)    | Zilver    | 3:42.50 |
| Aleksej Vojevodin                                                    | 50km snelwandelen (m)    | Brons     | 3:43.34 |
| Vitali Sjkoerlatov                                                   | verspringen (m)          | 9e        | kwalificatie groep B: 4de met 8,09m finale: 9de met 8,04m |
| Kirill Sosoenov                                                      | verspringen (m)          | 16e       | kwalificatie groep A: 8ste met 7,94m |
| Danila Boerkenja                                                     | hink-stap-springen (m)   | Brons     | kwalificatie groep A: 3de met 17,08m finale: 3de met 17,48m |
| Viktor Goesjtsjinski                                                 | hink-stap-springen (m)   | 7e        | kwalificatie groep B: 4de met 17,17m finale: 7de met 17,11m |
| Vitali Moskalenko                                                    | hink-stap-springen (m)   | DNF       | kwalificatie groep A: geen geldige poging |
| Pjotr Brajko                                                         | hoogspringen (m)         | 25e       | kwalificatie groep B: 15de met 2,20m |
| Jaroslav Rybakov                                                     | hoogspringen (m)         | 6e        | kwalificatie groep A: 5de met 2,28m finale: 6de met 2,32m |
| Vjatsjelav Voronin                                                   | hoogspringen (m)         | 9e        | kwalificatie groep B: 6de met 2,28m finale: 9de met 2,29m |
| Pavel Gerasimov                                                      | polsstokhoogspringen (m) | 13e       | kwalificatie groep A: 2de met 5,70m finale: 13de met 5,55m |
| Igor Pavlov                                                          | polsstokhoogspringen (m) | 4e        | kwalificatie groep B: 3de met 5,70m finale: 4de met 5,80m |
| Vadim Strogaljov                                                     | polsstokhoogspringen (m) | DNF       | kwalificatie groep A: geen geldige poging |
| Pavel Chumachenko                                                    | kogelstoten (m)          | 23e       | kwalificatie groep A: 11de met 19,38m |
| Ivan Joesjkov                                                        | kogelstoten (m)          | 16e       | kwalificatie groep A: 9de met 19,67m finale: 4de met 5,80m |
| Pavel Sofyin                                                         | kogelstoten (m)          | 31e       | kwalificatie groep B: 16de met 19,02m |
| Aleksandr Boritsjevski                                               | discuswerpen (m)         | 26e       | kwalificatie groep B: 14de met 58,19m |
| Dmitri Sjevtsjenko                                                   | discuswerpen (m)         | DNF       | kwalificatie groep A: geen geldige poging |
| Aleksandr Ivanov                                                     | speerwerpen (m)          | 5e        | kwalificatie groep B: 2de met 82,18m finale: 5de met 83,31m |
| Sergej Makarov                                                       | speerwerpen (m)          | Brons     | kwalificatie groep A: 2de met 86,08m finale: 3de met 84,84m |
| Sergej Kirmasov                                                      | kogelslingeren (m)       | 17e       | kwalificatie groep B: 10de met 75,83m |
| Ilja Konovalov                                                       | kogelslingeren (m)       | 13e       | kwalificatie groep A: 5de met 76,36m |
| Joeri Voronkin                                                       | kogelslingeren (m)       | 25e       | kwalificatie groep B: 15de met 73,47m |
| Nikolaj Averjanov                                                    | tienkamp (m)             | 15e       | 100m: 3de in 10,55 verspringen: 13de met 7,34m kogelstoten: 22ste met 14,44m hoogspringen: 22ste met 1,94m 400m: 23ste in 49,72 110m horden: 16de in 14,39 discuswerpen: 31ste met 39,88m polsstokhoogspringen: 13de met 4,80m speerwerpen: 24ste met 54,51m 1500m: 9de in 4.31,02 totaal: 8021 punten |
| Lev Lobodin                                                          | tienkamp (m)             | DNF       | 100m: 25ste in 11,05 verspringen: 32ste met 6,86m |
| Aleksandr Pogorelov                                                  | tienkamp (m)             | 11e       | 100m: 21ste in 10,95 verspringen: 15de met 7,31m kogelstoten: 10de met 15,10m hoogspringen: 7de met 2,06m 400m: 27ste in 50,79 110m horden: 10de in 14,21 discuswerpen: 15de met 44,60m polsstokhoogspringen: 5de met 5,00m speerwerpen: 26ste met 53,45m 1500m: 26ste in 4.47,63 totaal: 8084 punten  |
|                                                                      |                          |           | |
| Irina Chabarova                                                      | 100m (v)                 | 17e       | serie 3: 2de in 11,32 kwartfinale 1: 5de in 11,32 |
| Larisa Kroeglova                                                     | 100m (v)                 | 20e       | serie 2: 3de in 11,23 kwartfinale 3: 4de in 11,36 |
| Joelia Tabakova                                                      | 100m (v)                 | 14e       | serie 4: 1ste in 11,22 kwartfinale 4: 4de in 11,25 halve finale 1: 8ste in 11,25 |
| Jelena Bolsoen                                                       | 200m (v)                 | 22e       | serie 3: 3de in 23,00 kwartfinale 3: 6de in 23,26 |
| Jekaterina Kondratjeva                                               | 200m (v)                 | 26e       | serie 2: 3de in 23,03 kwartfinale 4: 7de in 23,37 |
| Tatjana Levina                                                       | 200m (v)                 | 20e       | serie 5: 2de in 23,05 kwartfinale 2: 5de in 23,23 |
| Natalja Antjoech                                                     | 400m (v)                 | Brons     | serie 4: 1ste in 50,54 halve finale 3: 2de in 50,04 finale: 3de in 49,89 |
| Natalja Nazarova                                                     | 400m (v)                 | 8e        | serie 3: 1ste in 50,82 halve finale 2: 3de in 50,63 finale: 8ste in 50,65 |
| Tatjana Andrjanova                                                   | 800m (v)                 | 5e        | serie 6: 1ste in 2.03,77 halve finale 1: 2de in 1.58,41 finale: 8ste in 1.56,88 |
| Natalja Chroesjtsjeljova                                             | 800m (v)                 | 17e       | serie 2: 4de in 2.00,56 halve finale 2: 5de in 2.00,68 |
| Svetlana Tsjerkasova                                                 | 800m (v)                 | 12e       | serie 4: 1ste in 2.03,60 halve finale 3: 3de in 1.59,80 |
| Olga Jegorova                                                        | 1500m (v)                | 11e       | serie 3: 6de in 4.07,14 halve finale 2: 7de in 4.05,57 finale: 11de in 4.05,65 |
| Natalja Jevdokimova                                                  | 1500m (v)                | 4e        | serie 2: 1ste in 4.05,55 halve finale 2: 1ste in 4.04,66 finale: 4de in 3.59,05 |
| Tatjana Tomasjova                                                    | 1500m (v)                | Zilver    | serie 1: 1ste in 4.06,06 halve finale 1: 3de in 4.06,80 finale: 2de in 3.58,12 |
| Goelnara Samitova-Galkina                                            | 5000m (v)                | 6e        | serie 2: 8ste in 15.05,78 finale: 6de in 15.02,30 |
| Lilia Sjoboechova                                                    | 5000m (v)                | 13e       | serie 1: 4de in 15.01,86 finale: 13de in 15.15,64 |
| Jelena Zadorozjnaja                                                  | 5000m (v)                | 4e        | serie 1: 3de in 15.01,77 finale: 4de in 14.55,52 |
| Galina Bogomolova                                                    | 10000m (v)               | 22e       | 32.25,10 |
| Lidia Grigorjeva                                                     | 10000m (v)               | 8e        | 31.04,62 |
| Maria Korotejeva                                                     | 100m horden (v)          | 4e        | serie 3: 1ste in 12,72 halve finale 1: 4de in 12,60 finale: 4de in 12,72 |
| Natalja Kresova                                                      | 100m horden (v)          | 13e       | serie 4: 2de in 12,90 halve finale 2: 5de in 12,76 |
| Irina Sjevtsjenko                                                    | 100m horden (v)          | DNF       | serie 5: 2de in 12,82 halve finale 2: 2de in 12,67 finale: niet gefinisht |
| Jekaterina Bachvalova                                                | 400m horden (v)          | 10e       | serie 4: 3de in 55,16 halve finale 2: 6de in 54,98 |
| Jekaterina Bikert                                                    | 400m horden (v)          | 6e        | serie 2: 2de in 54,95 halve finale 2: 4de in 53,79 finale: 6de in 54,18 |
| Joelia Petsjonkina                                                   | 400m horden (v)          | 8e        | serie 1: 1ste in 53,57 halve finale 1: 1ste in 53,31 finale: 8ste in 55,79 |
| Irina Chabarova Olga Fjodorova Larisa Kroeglova Joelia Tabakova      | 4x100m (v)               | Zilver    | serie 2: 1ste in 42,12 finale: 2de in 42,27 |
| Natalja Antjoech Olesja Krasnomovets Natalja Nazarova Olesja Zykina  | 4x400m (v)               | Zilver    | serie 1: 1ste in 3.23,52 finale: 2de in 3.20,16 |
| Albina Ivanova                                                       | marathon (v)             | 40e       | 2:47.23 |
| Ljoedmila Petrova                                                    | marathon (v)             | 8e        | 2:31.56 |
| Svetlana Zacharova                                                   | marathon (v)             | 9e        | 2:32.04 |
| Olimpiada Ivanova                                                    | 20km snelwandelen (v)    | Zilver    | 1:29.16 |
| Jelena Nikolajeva                                                    | 20km snelwandelen (v)    | 17e       | 1:32.16 |
| Joelia Vojevodina                                                    | 20km snelwandelen (v)    | 13e       | 1:31.02 |
| Tatjana Kotova                                                       | verspringen (v)          | Brons     | kwalificatie groep B: 3de met 6,79m finale: 3de met 7,05m |
| Tatjana Lebedeva                                                     | verspringen (v)          | Goud      | kwalificatie groep B: 1ste met 6,95m finale: 1ste met 7,07m |
| Irina Simagina                                                       | verspringen (v)          | Zilver    | kwalificatie groep A: 1ste met 6,75m finale: 2de met 7,05m |
| Viktoria Goerova                                                     | hink-stap-springen (v)   | 21e       | kwalificatie groep B: 9de met 14,04m |
| Tatjana Lebedeva                                                     | hink-stap-springen (v)   | Brons     | kwalificatie groep A: 4de met 14,71m finale: 3de met 15,14m |
| Anna Pjatych                                                         | hink-stap-springen (v)   | 8e        | kwalificatie groep B: 4de met 14,62m finale: 8ste met 14,79m |
| Tatjana Novoseltseva                                                 | hoogspringen (v)         | 13e       | kwalificatie groep A: 7de met 1,92m |
| Jelena Slesarenkoo                                                   | hoogspringen (v)         | Goud      | kwalificatie groep B: 2de met 1,95m finale: 1ste met 2,06m (OR) |
| Anna Tsjitsjerova                                                    | hoogspringen (v)         | 6e        | kwalificatie groep B: 2de met 1,95m finale: 6de met 1,96m |
| Svetlana Feofanova                                                   | polsstokhoogspringen (v) | Zilver    | kwalificatie groep A: 3de met 4,40m finale: 2de met 4,75m |
| Jelena Isinbajeva                                                    | polsstokhoogspringen (v) | Goud      | kwalificatie groep B: 4de met 4,40m finale: 1ste met 4,91m (OR) |
| Anastasia Ivanova                                                    | polsstokhoogspringen (v) | 18e       | kwalificatie groep A: 7de met 4,30m |
| Irina Korzjanenko                                                    | kogelstoten (v)          | DSQ       | kwalificatie groep A: 1ste met 19,43m finale: 1ste met 21,06m |
| Svetlana Kriveljova                                                  | kogelstoten (v)          | DSQ       | kwalificatie groep B: 3de met 18,57m finale: 4de met 19,49m |
| Olga Rjabinkina                                                      | kogelstoten (v)          | 14e       | kwalificatie groep B: 7de met 18,00m |
| Oksana Jesiptsjoek                                                   | discuswerpen (v)         | 30e       | kwalificatie groep B: 15de met 57,27m |
| Natalja Sadova                                                       | discuswerpen (v)         | Goud      | kwalificatie groep A: 2de met 64,33m finale: 1ste met 67,02m |
| Olga Tsjernjavskaja                                                  | discuswerpen (v)         | 21e       | kwalificatie groep A: 10de met 58,64m |
| Jekaterina Ivakina                                                   | speerwerpen (v)          | DNF       | kwalificatie groep A: geen geldige poging |
| Oksana Jarygina                                                      | speerwerpen (v)          | 26e       | kwalificatie groep B: 12de met 57,57m |
| Valeria Zabroeskova                                                  | speerwerpen (v)          | 27e       | kwalificatie groep A: 15de met 57,53m |
| Olga Koezenkova                                                      | kogelslingeren (v)       | Goud      | kwalificatie groep B: 1ste met 73,71m (OR) finale: 1ste met 75,02m (OR) |
| Jelena Konevtseva                                                    | kogelslingeren (v)       | 16e       | kwalificatie groep A: 7de met 67,83m |
| Tatjana Lysenko                                                      | kogelslingeren (v)       | 19e       | kwalificatie groep B: 10de met 66,82m |
| Tatjana Gordejeva                                                    | zevenkamp (v)            | DNF       | 100m horden: niet gefinisht |
| Jelena Prochorova                                                    | zevenkamp (v)            | 5e        | 100m horden: 20ste in 13,84 hoogspringen: 12de met 1,79m kogelstoten: 12de met 13,67m 200m: 14de in 24,71 verspringen: 11de met 6,21m speerwerpen: 12de met 45,58m 800m: 2de in 2.11,31 totaal: 6289 punten                                                                                            |
| Svetlana Sokolova                                                    | zevenkamp (v)            | 10e       | 100m horden: 17de in 13,70 hoogspringen: 25ste met 1,70m kogelstoten: 6de met 14,61m 200m: 7de in 24,21 verspringen: 26ste met 5,84m speerwerpen: 8ste met 47,86m 800m: 6de in 2.13,23 totaal: 6210 punten                                                                                             |

### Badminton
| Olympiër                       | Discipline     | Resultaat | Prestatie                                                                        |
| ------------------------------ | -------------- | --------- | -------------------------------------------------------------------------------- |
| Marina Yakusheva Nikolai Zuyev | dubbelspel (g) | 29e       | 1ste ronde: vrij 2de ronde: V van INA Nugroho/Widiowati: 1-2 (15-12, 7-15, 5-15) |

### Basketbal
| Olympiër | Discipline | Resultaat | Prestatie |
| --- | ---------- | --------- | --- |
| Anna Arkhipova Olga Arteshina Elena Baranova Diana Goustilina Maria Kalmykova Elena Karpova Ilona Korstin Irina Osipova Oxana Rakhmatulina Tatiana Shchegoleva Maria Stepanova Natalia Vodopyanova | vrouwen    | Brons     | groep A: 2de W van Griekenland: 69-62 V van Australië: 56-75 W van Brazilië: 77-67 W van Japan: 94-71 W van Nigeria: 93-58 kwartfinale: W van Tsjechië: 70-49 halve finale: V van Verenigde Staten: 62-66 bronzen finale: W van Brazilië: 71-62 |

| Groep A |             |             |             |             |        |        |        |        |
| #       | Land        | Wedstrijden | Wedstrijden | Wedstrijden | Punten | Punten | Punten | Punten |
| #       | Land        | G           | W           | V           | V      | T      | Saldo  | Punten |
| 1       | Australië   | 5           | 5           | 0           | 418    | 313    | +105   | 10     |
| 2       | Rusland     | 5           | 4           | 1           | 389    | 333    | +56    | 9      |
| 3       | Brazilië    | 5           | 3           | 2           | 430    | 361    | +69    | 8      |
| 4       | Griekenland | 5           | 2           | 3           | 353    | 392    | -39    | 7      |
| 5       | Japan       | 5           | 1           | 4           | 381    | 485    | -104   | 6      |
| 6       | Nigeria     | 5           | 0           | 5           | 335    | 422    | -87    | 5      |

| Ronde          | Datum  | Plaats      | Land  | Score            | Land |
| -------------- | ------ | ----------- | ----- | ---------------- | ---- |
| Groepsfase     |        |             |       |                  |      |
| 14 augustus    | Athene | Griekenland | 62-69 | Rusland          |      |
| 16 augustus    | Athene | Rusland     | 56-75 | Australië        |      |
| 18 augustus    | Athene | Brazilië    | 67-77 | Rusland          |      |
| 20 augustus    | Athene | Rusland     | 94-71 | Japan            |      |
| 22 augustus    | Athene | Nigeria     | 58-93 | Rusland          |      |
| Kwartfinale    |        |             |       |                  |      |
| 25 augustus    | Athene | Rusland     | 70-49 | Tsjechië         |      |
| Halve finale   |        |             |       |                  |      |
| 27 augustus    | Athene | Rusland     | 62-66 | Verenigde Staten |      |
| Bronzen finale |        |             |       |                  |      |
| 28 augustus    | Athene | Rusland     | 71-62 | Brazilië         |      |

### Boksen
| Olympiër              | Discipline | Resultaat | Prestatie |
| --------------------- | ---------- | --------- | --- |
| Sergej Kazakov        | -48kg (m)  | Brons     | 1ste ronde: W van ECU Calero: 20-8 2de ronde: W van MEX Castañeda: 41-16 kwartfinale: W van NAM Jermia: 18-11 halve finale: V van TUR Yalcinkaya: 20-26                                         |
| Georgi Balaksjin      | -51kg (m)  | 5e        | 1ste ronde: W van ALG Soltani: 26-15 2de ronde: W van KAZ Rachimzjanov: 29-20 kwartfinale: V van CUB Gamboa: 18-26                                                                              |
| Gennadi Kovalev       | -54kg (m)  | 5e        | 1ste ronde: vrij 2de ronde: W van ALG Bouziane: 23-20 kwartfinale: V van CUB Rigondeaux Ortiz: 5-20                                                                                             |
| Aleksej Tisjtsjenko   | -57kg (m)  | Goud      | 1ste ronde: W van ALG Belkheir: 37-17 2de ronde: W van AZE Imranov: opgave kwartfinale: W van KAZ Jafarov: 36-26 halve finale: W van KOR Jo: 45-25 finale: W van PRK Kim: 39-17                 |
| Moerat Chratsjev      | -60kg (m)  | Brons     | 1ste ronde: W van CHN Chen: 40-29 2de ronde: W van AUS Little: scheidsrechterlijke beslissing kwartfinale: W van UGA Rukundo: 31-18 halve finale: V van CUB Kindelán: 10-20                     |
| Gennadi Kovalev       | -64kg (m)  | 9e        | 1ste ronde: W van EGY Khoulef: scheidsrechterlijke beslissing 2de ronde: V van FRA Blain: 20-28                                                                                                 |
| Oleg Sajtov           | -69kg (m)  | Brons     | 1ste ronde: W van MAR Hammi Miloud: 30-15 2de ronde: W van EGY Hikal: 18-17 kwartfinale: W van UZB Husanov: 22-14 halve finale: V van KAZ Artayev: 18-20                                        |
| Gajdarbek Gajdarbekov | -75kg (m)  | Goud      | 1ste ronde: W van PHI Camat: 35-13 2de ronde: W van UZB Abdurahmonov: 33-19 kwartfinale: W van CMR Mjikam Hassan: 26-13 halve finale: W van THA Suriya: 24-18 finale: W van KAZ Golovkin: 28-18 |
| Jevgeni Makarenko     | -81kg (m)  | 5e        | 1ste ronde: vrij 2de ronde: W van CUB Hernández: 30-18 kwartfinale: V van USA Ward: 16-23 |
| Aleksandr Aleksejev   | -92kg (m)  | 9e        | 1ste ronde: V van CUB Solis: 21-24 |
| Alexander Povetkin    | +91kg (m)  | Goud      | 1ste ronde: W van BUL Rozhnov: scheidsrechterlijke beslissing kwartfinale: W van KAZ Dildabekov: 31-15 halve finale: W van ITA Cammarelle: 31-19 finale: W van EGY Aly: walk-over               |

### Boogschieten
| Olympiër                                              | Discipline      | Resultaat | Prestatie |
| ----------------------------------------------------- | --------------- | --------- | --- |
| Dmitri Nevmerzjitski                                  | individueel (m) | 53e       | plaatsingsronde: 44ste met 639 punten 1ste ronde: V van GER Frankenberg: 135-140                                                                            |
| Balzjinima Tsyrempilov                                | individueel (m) | 14e       | plaatsingsronde: 7de met 668 punten 1ste ronde: W van GRE Kalogiannidis: 148-133 2de ronde: W van SWE Andersson: 162-160 3de ronde: V van TPE Chen: 161-169 |
|                                                       |                 |           | |
| Natalja Bolotova                                      | individueel (v) | 30e       | plaatsingsronde: 33ste met 625 punten 1ste ronde: W van MAS Sut Txi: 154-143 2de ronde: V van KOR Park: 148-165                                             |
| Jelena Dostaj                                         | individueel (v) | 47e       | plaatsingsronde: 50ste met 609 punten 1ste ronde: V van RUS Galinovskaya: 136-153                                                                           |
| Margarita Galinovskaja                                | individueel (v) | 12e       | plaatsingsronde: 15de met 639 punten 1ste ronde: W van RUS Dostaj: 153-136 2de ronde: W van GER Pfohl: 158-156 3de ronde: V van KOR Lee: 154-165            |
| Natalja Bolotova Jelena Dostaj Margarita Galinovskaja | team (v)        | 9e        | plaatsingsronde: 11de met 1873 punten 1ste ronde: V van Duitsland: 234-238                                                                                  |

### Gewichtheffen
| Olympiër             | Discipline | Resultaat | Prestatie                                                            |
| -------------------- | ---------- | --------- | -------------------------------------------------------------------- |
| Oleg Perepetchenov   | -77kg (m)  | DSQ       | trekken: 3de met 170kg stoten: 10de met 195kg totaal: 365kg          |
| Zaur Takhushev       | -85kg (m)  | DNF       | trekken: geen geldige poging                                         |
| Khadzhimurat Akkayev | -94kg (m)  | Zilver    | trekken: 2de met 185kg stoten: 4de met 220kg totaal: 405kg           |
| Eduard Tyukin        | -94kg (m)  | Brons     | trekken: 3de met 182,5kg stoten: 5de met 215kg totaal: 397,5kg       |
| Dmitry Berestov      | -105kg (m) | Goud      | trekken: 1ste met 195kg (OR) stoten: 2de met 230kg totaal: 425kg     |
| Gleb Pisarevskiy     | -105kg (m) | Brons     | trekken: 4de met 190kg stoten: 3de met 225kg totaal: 415kg           |
|                      |            |           |                                                                      |
| Zarema Kasaeva       | -69kg (v)  | Brons     | trekken: 3de met 117,5kg stoten: 3de met 145kg totaal: 262,5kg       |
| Valentina Popova     | -75kg (v)  | Brons     | trekken: 3de met 120kg stoten: 3de met 145kg totaal: 265kg           |
| Natalia Zabolotnaya  | -75kg (v)  | Zilver    | trekken: 1ste met 125kg (WR) stoten: 2de met 147,5kg totaal: 272,5kg |

### Gymnastiek
| Olympiër | Discipline               | Resultaat     | Prestatie |
| Ritmisch | Ritmisch                 | Ritmisch      | Ritmisch |
| --- | ------------------------ | ------------- | --- |
| Alina Kabaeva                                                                                               | individueel (v)          | Goud          | kwalificatie: 1ste hoepel: 1ste met 26,450 punten bal: 1ste met 27,250 punten knotsen: 2de met 26,475 punten lint: 1ste met 26,725 punten totaal: 105,875 punten finale: 1ste hoepel: 1ste met 27,100 punten bal: 1ste met 27,350 punten knotsen: 1ste met 27,150 punten lint: 1ste met 27,100 punten totaal: 108,400 punten |
| Irina Tchachina                                                                                             | individueel (v)          | Zilver        | kwalificatie: 2de hoepel: 2de met 26,050 punten bal: 3de met 26,700 punten knotsen: 4de met 25,800 punten lint: 2de met 26,100 punten totaal: 105,675 punten finale: 2de hoepel: 2de met 26,800 punten bal: 2de met 27,100 punten knotsen: 3de met 26,825 punten lint: 3de met 26,300 punten totaal: 107,325 punten |
| Olesya Belugina Olga Glatskikh Tatiana Kurbakova Natalia Lavrova Elena Murzina Yelena Posevin               | ritmisch team (v)        | Goud          | kwalificatie: 1ste lint: 1ste met 24,700 punten hoepel/bal: 2de met 25,175 punten totaal: 49,875 punten finale: 1ste lint: 1ste met 25,300 punten hoepel/bal: 1ste met 25,800 punten totaal: 51,100 punten |
| Trampoline                                                                                                  |                          |               | |
| Alexander Moskalenko                                                                                        | mannen                   | Zilver        | kwalificatie: 4de met 68,90 punten finale: 2de met 41,20 punten |
| Alexander Rusakov                                                                                           | mannen                   | 5e            | kwalificatie: 3de met 69,00 punten finale: 4de met 40,20 punten |
| |                          |               | |
| Natalia Chernova                                                                                            | vrouwen                  | 4e            | kwalificatie: 1ste met 66,80 punten finale: 4de met 38,60 punten |
| Irina Karavayeva                                                                                            | vrouwen                  | 15e           | kwalificatie: 15de met 39,90 punten |
| |                          |               | |
| Aleksey Bondarenko                                                                                          | brug (m)                 | 35e           | kwalificatie: 35ste met 9,537 punten |
| Maksim Devyatovsky                                                                                          | brug (m)                 | 41e           | kwalificatie: 41ste met 9,462 punten |
| Anton Golotsutskov                                                                                          | brug (m)                 | 80e           | kwalificatie: 80ste met 7,737 punten |
| Georgy Grebenkov                                                                                            | brug (m)                 | 15e           | kwalificatie: 15de met 9,687 punten |
| Aleksey Nemov                                                                                               | brug (m)                 | 12e           | kwalificatie: 12de met 9,700 punten |
| Aleksey Bondarenko                                                                                          | paard voltige (m)        | 71e           | kwalificatie: 71ste met 8,650 punten |
| Maksim Devyatovsky                                                                                          | paard voltige (m)        | 47e           | kwalificatie: 47ste met 9,237 punten |
| Anton Golotsutskov                                                                                          | paard voltige (m)        | 30e           | kwalificatie: 30ste met 9,487 punten |
| Georgy Grebenkov                                                                                            | paard voltige (m)        | 79e           | kwalificatie: 79ste met 8,300 punten |
| Aleksey Nemov                                                                                               | paard voltige (m)        | 35e           | kwalificatie: 35ste met 9,450 punten |
| Aleksey Bondarenko                                                                                          | rekstok (m)              | 31e           | kwalificatie: 31ste met 9,600 punten |
| Maksim Devyatovsky                                                                                          | rekstok (m)              | 52e           | kwalificatie: 52ste met 9,312 punten |
| Georgy Grebenkov                                                                                            | rekstok (m)              | 42e           | kwalificatie: 42ste met 9,487 punten |
| Aleksey Nemov                                                                                               | rekstok (m)              | 5e            | kwalificatie: 6de met 9,737 punten finale: 5de met 9,762 punten |
| Aleksey Bondarenko                                                                                          | ringen (m)               | 22e           | kwalificatie: 22ste met 9,662 punten |
| Maksim Devyatovsky                                                                                          | ringen (m)               | 19e           | kwalificatie: 19de met 9,675 punten |
| Anton Golotsutskov                                                                                          | ringen (m)               | 27e           | kwalificatie: 27ste met 9,625 punten |
| Georgy Grebenkov                                                                                            | ringen (m)               | 10e           | kwalificatie: 10de met 9,712 punten |
| Aleksandr Safoshkin                                                                                         | ringen (m)               | 7e            | kwalificatie: 5de met 9,750 punten finale: 7de met 9,750 punten |
| Aleksey Bondarenko                                                                                          | sprong (m)               | 8e            | kwalificatie: 1ste met 9,825 punten finale: 8ste met 4,550 punten |
| Maksim Devyatovsky                                                                                          | sprong (m)               | 73e           | kwalificatie: 73ste met 8,975 punten |
| Anton Golotsutskov                                                                                          | sprong (m)               | kwalificatie* | kwalificatie: 3de met 9,762 punten |
| Georgy Grebenkov                                                                                            | sprong (m)               | 46e           | kwalificatie: 46ste met 9,400 punten |
| Aleksandr Safoshkin                                                                                         | sprong (m)               | 60e           | kwalificatie: 60ste met 9,212 punten |
| Aleksey Bondarenko                                                                                          | vloer (m)                | 15e           | kwalificatie: 15de met 9,662 punten |
| Maksim Devyatovsky                                                                                          | vloer (m)                | 65e           | kwalificatie: 65ste met 8,950 punten |
| Anton Golotsutskov                                                                                          | vloer (m)                | 34e           | kwalificatie: 34ste met 9,462 punten |
| Georgy Grebenkov                                                                                            | vloer (m)                | 25e           | kwalificatie: 25ste met 9,562 punten |
| Aleksey Bondarenko                                                                                          | individuele meerkamp (m) | 15e           | kwalificatie: 9de brug: 35ste met 9,537 punten paard voltige: 71ste met 8,650 punten rekstok: 31ste met 9,600 punten ringen: 22ste met 9,662 punten sprong: 1ste met 9,825 punten vloer: 15de met 9,662 punten totaal: 56,936 punten finale: 13de brug: 16de met 9,450 punten paard voltige: 16de met 9,150 punten rekstok: 10de met 9,600 punten ringen: 7de met 9,600 punten sprong: 18de met 9,400 punten vloer: 7de met 9,600 punten totaal: 56,800 punten    |
| Maksim Devyatovsky                                                                                          | individuele meerkamp (m) | 27e           | kwalificatie: 26ste brug: 41ste met 9,462 punten paard voltige: 47ste met 9,237 punten rekstok: 52ste met 9,312 punten ringen: 19de met 9,675 punten sprong: 73ste met 8,975 punten vloer: 65ste met 8,950 punten totaal: 55,611 punten |
| Georgy Grebenkov                                                                                            | individuele meerkamp (m) | 34e           | kwalificatie: 20ste brug: 15de met 9,687 punten paard voltige: 79ste met 8,300 punten rekstok: 42ste met 9,487 punten ringen: 10de met 9,712 punten sprong: 46ste met 9,400 punten vloer: 25ste met 9,562 punten totaal: 56,148 punten finale: 12de brug: 11de met 9,650 punten paard voltige: 17de met 9,125 punten rekstok: 14de met 9,462 punten ringen: 6de met 9,662 punten sprong: 14de met 9,437 punten vloer: 9de met 9,587 punten totaal: 56,823 punten  |
| Aleksey Bondarenko Maksim Devyatovsky Anton Golotsutskov Georgy Grebenkov Aleksey Nemov Aleksandr Safoshkin | meerkamp team (m)        | 6e            | kwalificatie: 6de brug: 5de met 38,386 punten paard voltige: 11de met 36,824 punten rekstok: 8ste met 38,136 punten ringen: 1ste met 38,799 punten sprong: 4de met 38,199 punten vloer: 8ste met 37,636 punten totaal: 227,980 punten finale: 6de brug: 6de met 28,412 punten paard voltige: 7de met 27,661 punten rekstok: 2de met 28,999 punten ringen: 4de met 29,050 punten sprong: 7de met 28,324 punten vloer: 6de met 27,362 punten totaal: 169,808 punten |
| |                          |               | |
| Svetlana Khorkina                                                                                           | balk (v)                 | 27e           | kwalificatie: 27ste met 9,137 punten |
| Anna Pavlova                                                                                                | balk (v)                 | 4e            | kwalificatie: 4de met 9,637 punten finale: 4de met 9,587 punten |
| Lyudmila Yezhova                                                                                            | balk (v)                 | 15e           | kwalificatie: 15de met 9,462 punten |
| Yelena Zamolodchikova                                                                                       | balk (v)                 | 31e           | kwalificatie: 31ste met 9,062 punten |
| Nataliya Ziganshina                                                                                         | balk (v)                 | 39e           | kwalificatie: 39ste met 8,962 punten |
| Svetlana Khorkina                                                                                           | brug (v)                 | 8e            | kwalificatie: 1ste met 9,750 punten finale: 8ste met 8,925 punten |
| Anna Pavlova                                                                                                | brug (v)                 | 46e           | kwalificatie: 46ste met 9,237 punten |
| Lyudmila Yezhova                                                                                            | brug (v)                 | 23e           | kwalificatie: 23ste met 9,475 punten |
| Yelena Zamolodchikova                                                                                       | brug (v)                 | 51e           | kwalificatie: 51ste met 9,150 punten |
| Nataliya Ziganshina                                                                                         | brug (v)                 | 55e           | kwalificatie: 55ste met 9,087 punten |
| Svetlana Khorkina                                                                                           | sprong (v)               | kwalificatie* | kwalificatie: 3de met 9,512 punten |
| Mariya Kryuchkova                                                                                           | sprong (v)               | 42e           | kwalificatie: 42ste met 9,200 punten |
| Anna Pavlova                                                                                                | sprong (v)               | Brons         | kwalificatie: 8ste met 9,437 punten finale: 3de met 9,475 punten |
| Yelena Zamolodchikova                                                                                       | sprong (v)               | 4e            | kwalificatie: 6de met 9,462 punten finale: 4de met 9,412 punten |
| Nataliya Ziganshina                                                                                         | sprong (v)               | 16e           | kwalificatie: 16de met 9,375 punten |
| Svetlana Khorkina                                                                                           | vloer (v)                | 15e           | kwalificatie: 15de met 9,437 punten |
| Mariya Kryuchkova                                                                                           | vloer (v)                | 79e           | kwalificatie: 79ste met 7,975 punten |
| Anna Pavlova                                                                                                | vloer (v)                | 19e           | kwalificatie: 19de met 9,400 punten |
| Yelena Zamolodchikova                                                                                       | vloer (v)                | 35e           | kwalificatie: 35ste met 9,200 punten |
| Nataliya Ziganshina                                                                                         | vloer (v)                | 60e           | kwalificatie: 60ste met 8,687 punten |
| Svetlana Khorkina                                                                                           | individuele meerkamp (v) | Zilver        | kwalificatie: 5de balk: 27ste met 9,137 punten brug: 1ste met 9,750 punten sprong: 3de met 9,512 punten vloer: 15de met 9,437 punten totaal: 37,836 punten finale: 2de balk: 4de met 9,462 punten brug: 1ste met 9,725 punten sprong: 1ste met 9,462 punten vloer: 5de met 9,562 punten totaal: 38,211 punten |
| Anna Pavlova                                                                                                | individuele meerkamp (v) | 4e            | kwalificatie: 7de balk: 4de met 9,637 punten brug: 46ste met 9,237 punten sprong: 8ste met 9,437 punten vloer: 19de met 9,400 punten totaal: 37,711 punten finale: 4de balk: 3de met 9,650 punten brug: 18de met 9,337 punten sprong: 2de met 9,425 punten vloer: 2de met 9,612 punten totaal: 38,024 punten |
| Yelena Zamolodchikova                                                                                       | individuele meerkamp (v) | kwalificatie* | kwalificatie: 20ste balk: 31ste met 9,062 punten brug: 51ste met 9,150 punten sprong: 6de met 9,462 punten vloer: 35ste met 9,200 punten totaal: 36,874 punten |
| Nataliya Ziganshina                                                                                         | individuele meerkamp (v) | 35e           | kwalificatie: 35ste balk: 39ste met 8,962 punten brug: 55ste met 9,087 punten sprong: 16de met 9,375 punten vloer: 60ste met 8,687 punten totaal: 36,111 punten |
| Ludmila Ezhova Svetlana Khorkina Maria Kryuchkova Anna Pavlova Elena Zamolodchikova Natalia Ziganshina      | meerkamp team (v)        | Brons         | kwalificatie: 4de balk: 4de met 37,298 punten brug: 7de met 37,612 punten sprong: 2de met 37,786 punten vloer: 9de met 36,724 punten totaal: 149,420 punten finale: 3de balk: 2de met 28,511 punten brug: 4de met 28,137 punten sprong: 3de met 28,325 punten vloer: 2de met 28,262 punten totaal: 113,235 punten |

### Handbal
| Olympiër | Discipline | Resultaat | Prestatie |
| --- | ---------- | --------- | --- |
| Pavel Bashkin Mikhail Chipurin Aleksandr Gorbatikov Vyacheslav Gorpishin Vitali Ivanov Eduard Koksharov Alexey Kostygov Denis Krivoshlykov Vasily Kudinov Oleg Kuleshov Andrey Lavrov Sergey Pogorelov Alexey Rastvortsev Dmitri Torgovanov Aleksandr Tuchkin | mannen     | Brons     | groep A: 4de W van Slovenië: 28-25 V van Zuid-Korea: 32-35 V van Spanje: 26-29 V van Kroatië: 25-26 W van IJsland: 34-30 kwartfinale: W van Frankrijk: 26-24 halve finale: V van Duitsland: 15-21 bronzen finale: W van Hongarije: 28-26 |

| Groep A |            |             |             |             |             |            |            |            |        |
| #       | Land       | Wedstrijden | Wedstrijden | Wedstrijden | Wedstrijden | Doelpunten | Doelpunten | Doelpunten | Punten |
| #       | Land       | G           | W           | G           | V           | V          | T          | Saldo      | Punten |
| 1       | Kroatië    | 5           | 5           | 0           | 0           | 146        | 129        | +17        | 10     |
| 2       | Spanje     | 5           | 4           | 0           | 1           | 154        | 137        | +17        | 8      |
| 3       | Zuid-Korea | 5           | 2           | 0           | 3           | 148        | 148        | 0          | 4      |
| 4       | Rusland    | 5           | 2           | 0           | 3           | 145        | 145        | 0          | 4      |
| 5       | IJsland    | 5           | 1           | 0           | 4           | 143        | 158        | -15        | 2      |
| 5       | Slovenië   | 5           | 1           | 0           | 4           | 130        | 149        | -19        | 2      |

| Ronde          | Datum  | Plaats     | Land  | Score    | Land |
| -------------- | ------ | ---------- | ----- | -------- | ---- |
| Groepsfase     |        |            |       |          |      |
| 14 augustus    | Athene | Rusland    | 28-25 | Slovenië |      |
| 16 augustus    | Athene | Zuid-Korea | 35-32 | Rusland  |      |
| 18 augustus    | Athene | Spanje     | 29-26 | Rusland  |      |
| 20 augustus    | Athene | Rusland    | 25-26 | Kroatië  |      |
| 22 augustus    | Athene | Rusland    | 34-30 | IJsland  |      |
| Kwartfinale    |        |            |       |          |      |
| 24 augustus    | Athene | Frankrijk  | 24-26 | Rusland  |      |
| Halve finale   |        |            |       |          |      |
| 27 augustus    | Athene | Duitsland  | 21-15 | Rusland  |      |
| Bronzen finale |        |            |       |          |      |
| 28 augustus    | Athene | Hongarije  | 26-28 | Rusland  |      |

### Judo
| Olympiër          | Discipline | Resultaat | Prestatie |
| ----------------- | ---------- | --------- | --- |
| Evgeny Stanev     | -60kg (m)  | 9e        | 1ste ronde: vrij 2de ronde: W van MAR Ahamdi: ippon 3de ronde: W van TUN Lounifi: ippon kwartfinale: V van GEO Khergiani: waza-ari herkansingen: vrij herkansingen 2: V van ESP Uematsu: koka                                                      |
| Magomed Dzhafarov | -66kg (m)  | 9e        | 1ste ronde: W van USA Ottiano: yuko 2de ronde: W van BRA Guimarães: waza-ari kwartfinale: V van JPN Uchishiba: ippon herkansingen: vrij herkansingen 2: V van ARG Lencina: ippon                                                                   |
| Vitaly Makarov    | -73kg (m)  | Zilver    | 1ste ronde: vrij 2de ronde: W van GRE Alexanidis: ippon 3de ronde: W van GEO Kevkhishvili: waza-ari kwartfinale: W van MGL Süldbayar: ippon halve finale: W van FRA Fernandes: ippon finale: V van KOR Lee: ippon                                  |
| Dmitri Nossov     | -81kg (m)  | Brons     | 1ste ronde: W van JPN Tomouchi: waza-ari 2de ronde: W van ITA Meloni: yuko kwartfinale: W van BRA Canto: waza-ari halve finale: V van GRE Iliadis: ippon bronzen finale: W van AZE Azizov: waza-ari                                                |
| Khasanbi Taov     | -90kg (m)  | Brons     | 1ste ronde: W van CUB Despaigne: yuko 2de ronde: V van GEO Zviadauri: ippon herkansingen: W van ITA Lepre: ippon herkansingen 2: W van FRA Demontfaucon: waza-ari herkansingen 3: W van AUS Kelly: waza-ari bronzen finale: W van KOR Hwang: ippon |
| Dmitry Maksimov   | -100kg (m) | 21e       | 1ste ronde: vrij 2de ronde: W van IRI Khosravinejad: waza-ari 3de ronde: V van FRA Lemaire: ippon |
| Vitaly Makarov    | +100kg (m) | Zilver    | 1ste ronde: vrij 2de ronde: W van ROU Munteanu: ippon 3de ronde: W van BRA Hernandes: ippon kwartfinale: W van EST Pertelson: ippon halve finale: W van IRI Miran: ippon finale: V van JPN Suzuki: ippon                                           |
|                   |            |           | |
| Dmitry Maksimov   | -48kg (v)  | 16e       | 1ste ronde: W van BUR Ouelogo: waza-ari 2de ronde: V van POL Żemła-Krajewska: ippon |
| Natalia Yukhareva | -57kg (v)  | 7e        | 1ste ronde: vrij 2de ronde: V van PRK Kye: yuko herkansingen: W van MLT Bezzina: ippon herkansingen 2: W van GBR Cox: ippon herkansingen 3: V van FRA Harel: yuko                                                                                  |
| Vera Moskalyuk    | -78kg (v)  | 9e        | 1ste ronde: vrij 2de ronde: V van CHN Liu: waza-ari herkansingen: W van NED Zwiers: waza-ari herkansingen 2: V van CUB Laborde: ippon |
| Tea Donguzashvili | +78kg (v)  | Brons     | 1ste ronde: W van EGY Ramadan: ippon 2de ronde: W van KOR Choi: ippon kwartfinale: W van ITA Andolina: ippon halve finale: V van JPN Tsukuda: waza-ari bronzen finale: W van TUN Yahyaoui: waza-ari                                                |

### Kanovaren
| Olympiër                                 | Discipline    | Resultaat | Prestatie                                                                        |
| ---------------------------------------- | ------------- | --------- | -------------------------------------------------------------------------------- |
| Maksim Opalev                            | C-1 500m (m)  | Brons     | serie 2: 1ste in 1.48,144 finale: 3de in 1.47,767                                |
| Konstantin Fomitsjev                     | C-1 1000m (m) | 9e        | serie 3: 1ste in 3.48,690 finale: 9de in 3.55,773                                |
| Aleksandr Kostoglod Aleksandr Kovalev    | C-2 500m (m)  | Brons     | serie 2: 3de in 1.40,128 finale: 3de in 1.40,442                                 |
| Aleksandr Kostoglod Aleksandr Kovalev    | C-2 1000m (m) | Zilver    | serie 2: 2de in 3.31,023 finale: 2de in 3.42,990                                 |
| Andrej Sjkjotov                          | K-1 500m (m)  | 14e       | serie 1: 7de in 1.40,809 halve finale 1: 7de in 1.40,765                         |
| Andrej Sjkjotov                          | K-1 1000m (m) | 16e       | serie 2: 4de in 3.35,708 halve finale 1: 7de in 3.35,349                         |
| Vladimir Groesjichin Anatoli Tisjtsjenko | K-2 500m (m)  | 9e        | serie 2: 3de in 1.30,761 halve finale 1: 2de in 1.31,786 finale: 9de in 1.31,048 |
| Vladimir Groesjichin Anatoli Tisjtsjenko | K-2 1000m (m) | 11e       | serie 1: 8ste in 3.22,332 halve finale: 5de in 3.14,089                          |
|                                          |               |           |                                                                                  |
| Olga Kostenko                            | K-1 500m (v)  | 12e       | serie 3: 6de in 1.58,520 halve finale 2: 6de in 1.55,766                         |

### Moderne vijfkamp
| Olympiër           | Discipline | Resultaat | Prestatie |
| ------------------ | ---------- | --------- | --- |
| Andrey Moiseev     | mannen     | Goud      | schietsport: 19de met 175 punten schermen: 1ste met 22 overwinningen zwemmen: 1ste in 1.58,88 paardensport: 20ste met 1032 punten atletiek: 11de in 9.51,88 totaal: 5480 punten   |
| Rustem Sabirkhuzin | mannen     | 10e       | schietsport: 3de met 185 punten schermen: 6de met 18 overwinningen zwemmen: 22ste in 2.12,02 paardensport: 28ste met 908 punten atletiek: 5de met 9.39,60 totaal: 5252 punten     |
|                    |            |           | |
| Tatjana Moeratova  | vrouwen    | 27e       | schietsport: 14de met 174 punten schermen: 16de met 15 overwinningen zwemmen: 10de in 2.20,22 paardensport: 31ste met 820 punten atletiek: 20ste in 11.22,30 totaal: 4880 punten  |
| Olesja Velitsjko   | vrouwen    | 17e       | schietsport: 13de met 176 punten schermen: 19de met 14 overwinningen zwemmen: 31ste in 2.34,96 paardensport: 20ste met 1060 punten atletiek: 6de met 11.03,75 totaal: 5016 punten |

### Paardensport
| Olympiër            | Discipline  | Resultaat | Prestatie |
| Dressuur            | Dressuur    | Dressuur  | Dressuur |
| ------------------- | ----------- | --------- | --- |
| Aleksandra Korelova | individueel | 23e       | Grand Prix: 23ste met 68,250% Grand Prix Special: 23ste met 67,085% |
| Jelena Sidneva      | individueel | 31e       | Grand Prix: 31ste met 66,583% |
| Springconcours      |             |           | |
| Vladimir Toeganov   | individueel | 35e       | kwalificatie: 46ste 1ste ronde: 66ste met 15 strafpunten 2de ronde: 25ste met 8 strafpunten 3de ronde: 33ste met 9 strafpunten totaal: 32 strafpunten finale: 35ste 1ste ronde: 35ste met 13 strafpunten |

### Roeien
| Olympiër                                                                  | Discipline             | Resultaat | Prestatie |
| ------------------------------------------------------------------------- | ---------------------- | --------- | --- |
| Sergey Fedorovtsev Igor Kravtsov Nikolay Spinyov Aleksey Svirin           | dubbel-vier (m)        | Goud      | serie 2: 2de in 5.43,77 halve finale 2: 2de in 5.44,08 finale: 1ste in 5.56,85                                 |
| Sergey Bukreyev Valery Sarychev Aleksandr Savin Aleksandr Zyuzin          | lichte vier-zonder (m) | 8e        | serie 3: 4de in 5.55,67 herkansingen: 1ste in 5.52,87 halve finale 2: 4de in 5.59,75 finale B: 2de in 6.20,64  |
| Aleksandr Litvinchev Sergey Matveyev Vladimir Volodenkov Yevgeny Zhigulin | vier-zonder (m)        | 11e       | serie 3: 4de in 6.36,93 herkansingen: 1ste in 5.56,94 halve finale 2: 5de in 6.02,26 finale B: 5de in 5.53,58  |
|                                                                           |                        |           | |
| Irina Fedotova                                                            | skiff (v)              | 7e        | serie 4: 2de in 7.51,71 herkansingen: 1ste in 7.35,83 halve finale 1: 4de in 7.45,43 finale B: 1ste in 7.29,04 |
| Yuliya Kalinovskaya Olga Samulenkova                                      | dubbel-twee (v)        | 10e       | serie 1: 5de in 7.54,75 herkansingen: 4de in 7.12,02 finale B: 4de in 7.02,25                                  |
| Oksana Dorodnova Yuliya Levina Larisa Merk Anna Sergeyeva                 | dubbel-vier (v)        | 4e        | serie 1: 2de in 6.17,72 herkansingen: 1ste in 6.23,13 finale: 4de in 6.36,49                                   |

### Schermen
| Olympiër                                                                | Discipline      | Resultaat | Prestatie |
| ----------------------------------------------------------------------- | --------------- | --------- | --- |
| Pavel Kolobkov                                                          | degen (m)       | Brons     | 1ste ronde: vrij 2de ronde: W van AUS Robinson: 15-5 3de ronde: W van RUS Turchin: 15-10 kwartfinale: W van USA Thompson: 15-11 halve finale: V van CHN Wang: 10-15 bronzen finale: W van FRA Boisse: 15-8 |
| Sergej Kotsjetkov                                                       | degen (m)       | 29e       | 1ste ronde: W van MAR Rami: 15-6 2de ronde: V van FRA Jeannet: 11-15 |
| Igor Toertsjin                                                          | degen (m)       | 15e       | 1ste ronde: vrij 2de ronde: W van USA Kelsey: 15-11 3de ronde: V van RUS Kolobkov: 10-15 |
| Pavel Kolobkov Sergey Kochetkov Igor Turchin                            | degen team (m)  | 4e        | 1ste ronde: W van Egypte: 41-30 halve finale: V van Hongarije: 34-38 bronzen finale: V van Duitsland: 29-37                                                                                                |
| Renal Ganeyev                                                           | floret (m)      | 4e        | 1ste ronde: vrij 2de ronde: W van GER Bißdorf: 15-11 3de ronde: W van JPN Ota: 15-8 kwartfinale: W van ITA Vanni: 15-14 halve finale: V van ITA Sanzo: 12-15 bronzen finale: V van ITA Cassarà: 12-15      |
| Youri Moltchan                                                          | floret (m)      | 25e       | 1ste ronde: vrij 2de ronde: V van KOR Ha: 13-15 |
| Ruslan Nasibulin                                                        | floret (m)      | 21e       | 1ste ronde: vrij 2de ronde: V van KOR Choi: 12-15 |
| Renal Ganeyev Youri Moltchan Ruslan Nasibulin Vyacheslav Pozdnyakov     | floret team (m) | Brons     | 1ste ronde: W van Frankrijk: 45-38 halve finale: V van Italië: 27-45 bronzen finale: W van Verenigde Staten: 45-38                                                                                         |
| Aleksey Dyachenko                                                       | sabel (m)       | 17e       | 1ste ronde: vrij 2de ronde: V van UKR Kaliuzhniy: 10-15 |
| Stanislav Pozdnyakov                                                    | sabel (m)       | 6e        | 1ste ronde: vrij 2de ronde: W van JPN Nagara: 15-9 3de ronde: W van USA Lee: 15-9 kwartfinale: V van BLR Lapkes: 9-15                                                                                      |
| Sergey Sharikov                                                         | sabel (m)       | 8e        | 1ste ronde: vrij 2de ronde: W van CUB Maya: 15-13 3de ronde: W van FRA Pillet: 15-11 kwartfinale: V van ITA Montano: 13-15                                                                                 |
| Aleksey Dyachenko Stanislav Pozdnyakov Sergey Sharikov Alexey Yakimenko | sabel team (m)  | Brons     | 1ste ronde: W van Griekenland: 45-22 halve finale: V van Italië: 42-45 bronzen finale: W van Verenigde Staten: 45-44                                                                                       |
|                                                                         |                 |           | |
| Tatiana Logounova                                                       | degen (v)       | 13e       | 1ste ronde: vrij 2de ronde: W van USA James: 15-11 3de ronde: V van GRE Hristou: 10-15 |
| Anna Sivkova                                                            | degen (v)       | 19e       | 1ste ronde: vrij 2de ronde: V van HUN Nagy: 10-15 |
| Oksana Yermakova                                                        | degen (v)       | 20e       | 1ste ronde: vrij 2de ronde: V van KOR Kim: 7-9 |
| Karina Aznavourian Oksana Yermakova Tatiana Logounova Anna Sivkova      | degen team (v)  | Goud      | 1ste ronde: W van Zuid-Korea: 37-31 halve finale: W van Canada: 25-18 finale: W van Duitsland: 34-28 |
| Svetlana Boyko                                                          | floret (v)      | 11e       | 1ste ronde: W van EGY El-Gammal: 13-7 2de ronde: V van HUN Varga: 9-15 |
| Yekaterina Yusheva                                                      | floret (v)      | 12e       | 1ste ronde: W van GRE Rentoumi: 15-4 2de ronde: V van HUN Mohamed: 9-15 |
| Elena Nechaeva                                                          | sabel (v)       | 5e        | 1ste ronde: vrij 2de ronde: W van GBR Bond-Williams: 15-12 kwartfinale: V van CHN Tan: 7-15 |

### Schietsport
| Olympiër                  | Discipline                 | Resultaat | Prestatie                                                                                |
| ------------------------- | -------------------------- | --------- | ---------------------------------------------------------------------------------------- |
| Artyom Khadzhibekov       | 10m luchtgeweer (m)        | 24e       | kwalificatie: 24ste met 590 punten (97-100-97-99-99-98)                                  |
| Konstantin Prikhodchenko  | 10m luchtgeweer (m)        | 29e       | kwalificatie: 29ste met 589 punten (98-98-96-99-99-99)                                   |
| Artyom Khadzhibekov       | 50m geweer 3 houdingen (m) | 5e        | kwalificatie: 8ste met 1164 punten (397-374-393) finale: 5de met 1261,6 punten           |
| Sergey Kovalenko          | 50m geweer 3 houdingen (m) | 9e        | kwalificatie: 9de met 1162 punten (393-380-389)                                          |
| Artyom Khadzhibekov       | 50m geweer liggend (m)     | 9e        | kwalificatie: 9de met 594 punten (98-99-98-100-99-100)                                   |
| Sergey Kovalenko          | 50m geweer liggend (m)     | 16e       | kwalificatie: 16de met 592 punten (100-99-97-98-99-99)                                   |
| Boris Kokorev             | 50m pistool (m)            | 5e        | kwalificatie: 8ste met 560 punten (94-92-90-95-93-96) finale: 5de met 654,6 punten       |
| Mikhail Nestruyev         | 50m pistool (m)            | Goud      | kwalificatie: 2de met 565 punten (92-92-94-93-98-96) finale: 1ste met 663,3 punten       |
| Sergey Alifirenko         | 25m snelvuurpistool (m)    | Brons     | kwalificatie: 1ste met 592 punten (294-298) finale: 3de met 692,3 punten                 |
| Sergey Polyakov           | 25m snelvuurpistool (m)    | Zilver    | kwalificatie: 2de met 592 punten (296-296) finale: 2de met 692,7 punten                  |
| Vladimir Isakov           | 10m luchtpistool (m)       | Brons     | kwalificatie: 3de met 584 punten (98-95-99-99-97-96) finale: 3de met 684,3 punten        |
| Mikhail Nestruyev         | 10m luchtpistool (m)       | Zilver    | kwalificatie: 1ste met 591 punten (99-99-98-100-97-98) (OR) finale: 2de met 689,8 punten |
| Sergey Aksyutin           | skeet (m)                  | 15e       | kwalificatie: 15de met 120 punten (25-24-25-23-23)                                       |
| Valery Shomin             | skeet (m)                  | 15e       | kwalificatie: 15de met 120 punten (25-25-25-22-23)                                       |
| Aleksey Alipov            | trap (m)                   | Goud      | kwalificatie: 1ste met 124 punten (25-25-24-25-25) (OR) finale: 1ste met 149 punten (OR) |
| Maksim Kosaryev           | trap (m)                   | 25e       | kwalificatie: 25ste met 113 punten (24-24-23-19-23)                                      |
| Vitaly Fokeyev            | dubbeltrap (m)             | 10e       | kwalificatie: 10de met 134 punten (44-44-46)                                             |
| Vasily Mosin              | dubbeltrap (m)             | 19e       | kwalificatie: 19de met 126 punten (38-44-44)                                             |
| Aleksandr Blinov          | 10m bewegend doel (m)      | Zilver    | kwalificatie: 5de met 578 punten (293-285) finale: 2de met 678,0 punten                  |
| Dmitry Lykin              | 10m bewegend doel (m)      | Brons     | kwalificatie: 2de met 584 punten (293-291) finale: 3de met 677,1 punten                  |
|                           |                            |           |                                                                                          |
| Lyubov Galkina            | 10m luchtgeweer (v)        | Zilver    | kwalificatie: 1ste met 399 punten (99-100-100-100) (OR) finale: 2de met 501,5 punten     |
| Tatyana Goldobina         | 10m luchtgeweer (v)        | 5e        | kwalificatie: 5de met 397 punten (99-100-98-100) finale: 5de met 499,5 punten            |
| Lyubov Galkina            | 50m geweer 3 houdingen (v) | Goud      | kwalificatie: 2de met 587 punten (199-191-197) finale: 1ste met 688,4 punten (OR)        |
| Tatyana Goldobina         | 50m geweer 3 houdingen (v) | 9e        | kwalificatie: 9de met 578 punten (199-189-190)                                           |
| Galina Belyayeva          | 25m pistool (v)            | 31e       | kwalificatie: 31ste met 566 punten (287-279)                                             |
| Nataliya Paderina         | 25m pistool (v)            | 23e       | kwalificatie: 23ste met 572 punten (288-284)                                             |
| Olga Klochneva-Kuznetsova | 10m luchtpistool (v)       | 9e        | kwalificatie: 9de met 383 punten (97-96-96-94)                                           |
| Nataliya Paderina         | 10m luchtpistool (v)       | 5e        | kwalificatie: 3de met 386 punten (96-97-96-97) finale: 5de met 481,9 punten              |
| Svetlana Dyomina          | skeet (v)                  | 9e        | kwalificatie: 9de met 67 punten (23-21-23)                                               |
| Irina Laricheva           | trap (v)                   | 13e       | kwalificatie: 13de met 56 punten (18-18-20)                                              |
| Yelena Dudnik             | dubbeltrap (v)             | 9e        | kwalificatie: 9de met 105 punten (33-36-36)                                              |

### Schoonspringen
| Olympiër                              | Discipline              | Resultaat | Prestatie                                                                                             |
| ------------------------------------- | ----------------------- | --------- | --- |
| Aleksandr Dobroskok                   | 3m plank (m)            | 7e        | voorronde: 3de met 489,75 punten halve finale: 3de met 717,84 punten finale: 7de met 697,29 punten    |
| Dmitri Saoetin                        | 3m plank (m)            | Brons     | voorronde: 6de met 450,06 punten halve finale: 4de met 706,44 punten finale: 3de met 753,27 punten    |
| Aleksandr Dobroskok                   | 10m toren (m)           | 11e       | voorronde: 8ste met 445,68 punten halve finale: 8ste met 635,55 punten finale: 11de met 622,23 punten |
| Gleb Galperin                         | 10m toren (m)           | 13e       | voorronde: 13de met 427,68 punten halve finale: 13de met 607,62 punten                                |
| Aleksandr Dobroskok Dmitri Saoetin    | 3m plank synchroon (m)  | 7e        | 312,24 punten                                                                                         |
| Dmitri Dobroskok Gleb Galperin        | 10m toren synchroon (m) | 6e        | 348,50 punten                                                                                         |
|                                       |                         |           | |
| Vera Iljina                           | 3m plank (v)            | 4e        | voorronde: 4de met 311,97 punten halve finale: 7de met 537,87 punten finale: 4de met 589,11 punten    |
| Joelia Pachalina                      | 3m plank (v)            | Brons     | voorronde: 1ste met 347,04 punten halve finale: 1ste met 584,46 punten finale: 3de met 610,62 punten  |
| Joelia Koltenova                      | 10m toren (v)           | 27e       | voorronde: 27ste met 257,55 punten                                                                    |
| Svetlana Timosjinina                  | 10m toren (v)           | 19e       | voorronde: 19de met 289,68 punten                                                                     |
| Vera Iljina Joelia Pachalina          | 3m plank synchroon (v)  | Zilver    | 330,84 punten                                                                                         |
| Natalja Gontsjorova Joelia Koltoenova | 10m toren synchroon (v) | Zilver    | 340,92 punten                                                                                         |

### Synchroonzwemmen
| Olympiër | Discipline | Resultaat | Prestatie                                                                                                   |
| --- | ---------- | --------- | --- |
| Anastasia Davydova Anastasia Jermakova                                                                                                 | duet       | Goud      | technische routine: 1ste met 49,417 punten voorronde: 1ste met 99,001 punten finale: 1ste met 99,334 punten |
| Yelena Azarova Olga Brusnikina Anastasia Davydova Maria Gromova Mariya Kiselyova Olga Novokshchenova Anna Shorina Anastasiya Yermakova | team       | Goud      | technische routine: 1ste met 49,667 punten finale: 1ste met 99,501 punten                                   |

### Taekwondo
| Olympiër            | Discipline | Resultaat | Prestatie                                                              |
| ------------------- | ---------- | --------- | ---------------------------------------------------------------------- |
| Seyfula Magomedov   | -58kg (m)  | 11e       | voorronde: V van VIE Quoc Huan: 10-12                                  |
|                     |            |           |                                                                        |
| Margarita Mkrtchyan | -57kg (v)  | 7e        | voorronde: V van USA Abdallah: 9-16 herkansingen: V van ITA Corsi: 2-5 |

### Tafeltennis
| Olympiër                      | Discipline     | Resultaat | Prestatie |
| ----------------------------- | -------------- | --------- | --- |
| Alexei Smirnov                | enkelspel (m)  | 33e       | 1ste ronde: vrij 2de ronde: V van DOM Ju: 1-4 (9-11, 11-7, 4-11, 5-11, 6-11) |
| Dmitry Mazunov Alexei Smirnov | dubbelspel (m) | 4e        | 1ste ronde: vrij 2de ronde: W van CZE Korbel/Vybrony: 4-1 (11-4, 13-11, 11-7, 9-11, 11-6) 3de ronde: W van HKG Yuk/Chu Yan: 4-0 (14-12, 11-7, 11-8, 11-7) kwartfinale: W van KOR Lee/Ryu: 4-1 (10-12, 11-7, 11-9, 11-4, 11-8) halve finale: V van HKG Ko/Li: 2-4 (5-11, 9-11, 11-5, 11-8, 8-11, 6-11) bronzen finale: V van DEN Maze/Tugwell: 2-4 (3-11, 8-11, 14-12, 11-3, 9-11, 8-11) |
|                               |                |           | |
| Oksana Fadeyeva               | enkelspel (v)  | 49e       | 1ste ronde: V van DOM Wu: 1-4 (11-9, 8-11, 6-11, 7-11, 9-11) |
| Svetlana Ganina               | enkelspel (v)  | 17e       | 1ste ronde: vrij 2de ronde: W van ITA Negrisoli: 4-2 (11-9, 14-12, 7-11, 3-11, 11-6, 11-9) 3de ronde: V van HKG Lau: 4-1 (3-11, 6-11, 12-10, 5-11, 6-11) |
| Oksana Fadeyeva Galina Melnik | dubbelspel (m) | 17e       | 1ste ronde: vrij 2de ronde: W van NGR Edem/Offiong: 4-3 (7-11, 11-3, 11-9, 11-2, 6-11, 10-12, 11-6) 3de ronde: V van HKG Lau/Lin: 2-4 (8-11, 7-11, 5-11, 11-8, 13-11, 8-11) |
| Svetlana Ganina Irina Palina  | dubbelspel (m) | 9e        | 1ste ronde: vrij 2de ronde: vrij 3de ronde: W van CAN Cada/Roussy: 4-0 (11-5, 11-2, 11-7, 11-6) 4de ronde: V van HKG Song/Tie: 0-4 (7-11, 6-11, 7-11, 7-11) |

### Tennis
| Olympiër                              | Discipline     | Resultaat | Prestatie |
| ------------------------------------- | -------------- | --------- | --- |
| Igor Andreev                          | enkelspel (m)  | 9e        | 1ste ronde: W van GER Schüttler: 6-7(5), 7-6(2), 6-3 2de ronde: W van ARG Calleri: opgave 3de ronde: V van CHI Massú: 3-6, 7-6(4), 4-6 |
| Nikolay Davydenko                     | enkelspel (m)  | 33e       | 1ste ronde: V van SUI Federer: 3-6, 7-5, 1-6 |
| Marat Safin                           | enkelspel (m)  | 17e       | 1ste ronde: W van SVK Kučera: 6-0, 6-4 2de ronde: V van ESP López: 6-7(4), 3-6 |
| Mikhail Youzhny                       | enkelspel (m)  | 5e        | 1ste ronde: W van BEL Malisse: 6-2, 6-2 2de ronde: W van CZE Novák: 6-4, 6-3 3de ronde: W van GER Kiefer: 6-2, 6-3, 6-2 kwartfinale: V van USA Fish: 3-6, 4-6 |
| Igor Andreev Nikolay Davydenko        | dubbelspel (m) | 9e        | 1ste ronde: W van ARG Chela/Zabaleta: 3-6, 6-3, 6-4 2de ronde: V van ISR Erlich/Ram: 4-6, 1-6 |
| Marat Safin Mikhail Youzhny           | dubbelspel (m) | 17e       | 1ste ronde: V van USA B Bryan/M Bryan: 1-6, 2-6 |
|                                       |                |           | |
| Elena Dementieva                      | enkelspel (v)  | 33e       | 1ste ronde: V van AUS Molik: 6-4, 0-6, 4-6 |
| Svetlana Kuznetsova                   | enkelspel (v)  | 5e        | 1ste ronde: W van ARG Díaz Oliva: 6-3, 6-3 2de ronde: W van JPN Morigami: 7-6(5), 6-2 3de ronde: W van SUI Schnyder: 6-3, 6-3 kwartfinale: V van FRA Mauresmo: 6-7(5), 6-4, 2-6                                                                                       |
| Anastasia Myskina                     | enkelspel (v)  | 4e        | 1ste ronde: W van ESP Serna: 6-0, 6-1 2de ronde: W van PUR Brandi: 6-3, 3-6, 6-4 3de ronde: W van GRE Daniilidou: 7-5, 6-4 kwartfinale: W van ITA Schiavone: 6-1, 6-2 halve finale: V van BEL Henin-Hardenne: 5-7, 7-5, 6-8 bronzen finale: V van AUS Molik: 3-6, 4-6 |
| Nadia Petrova                         | enkelspel (v)  | 17e       | 1ste ronde: W van SVK Suchá: 6-3, 6-3 2de ronde: V van FRA Pierce: 2-6, 1-6 |
| Elena Dementieva Anastasia Myskina    | dubbelspel (v) | 9e        | 1ste ronde: V van JPN Asagoe/Sugiyama: 7-5, 5-7, 3-6 |
| Svetlana Kuznetsova Elena Likhovtseva | dubbelspel (v) | 9e        | 1ste ronde: W van CZE Průšová/Strýcová: 6-2, 3-6, 6-1 2de ronde: V van FRA Dechy/Testud: 6-2, 6-7(5), 3-6 |

### Triatlon
| Olympiër        | Discipline | Resultaat | Prestatie      |
| --------------- | ---------- | --------- | -------------- |
| Igor Sysojev    | mannen     | 15e       | 1:53.51,37     |
|                 |            |           |                |
| Nina Anisimova  | vrouwen    | DNF       | niet gefinisht |
| Olga Generalova | vrouwen    | 31e       | 2:11.48,06     |

### Volleybal

#### Mannen
| Olympiër | Discipline | Resultaat | Prestatie |
| --- | ---------- | --------- | --- |
| Pavel Abramov Sergei Baranov Stanislav Dineykin Andrey Egorchev Aleksey Kazakov Vadim Khamuttskik Taras Khtey Aleksandr Kosarev Aleksey Kuleshov Sergey Tetyukhin Konstantin Ushakov Aleksey Verbov | mannen     | Brons     | groep B: 4de V van Nederland: 2-3 (23-25, 25-19, 25-17, 25-27, 16-18) W van Australië: 3-0 (25-17, 26-24, 25-23) W van Verenigde Staten: 3-1 (22-25, 25-20, 25-16, 25-23) V van Brazilië: 0-3 (19-25, 13-25, 23-25) W van Italië: 3-2 (25-16, 25-22, 22-25, 23-25, 25-13) kwartfinale: W van Servië en Montenegro: 3-1 (29-27, 23-25, 27-25, 28-26) halve finale: V van Italië: 0-3 (16-25, 17-25, 16-25) bronzen finale: W van Verenigde Staten: 3-0 (25-22, 27-25, 25-16) |

| Groep B |                  |             |             |             |             |             |             |        |        |        |        |
| #       | Land             | Wedstrijden | Wedstrijden | Wedstrijden | Wedstrijden | Wedstrijden | Wedstrijden | Punten | Punten | Punten | Punten |
| #       | Land             | G           | W           | V           | SW          | SV          | SR          | SPW    | SPL    | Saldo  | Punten |
| 1       | Brazilië         | 5           | 4           | 1           | 13          | 7           | +6          | 483    | 431    | +52    | 9      |
| 2       | Italië           | 5           | 3           | 2           | 13          | 7           | +6          | 465    | 434    | +31    | 8      |
| 3       | Verenigde Staten | 5           | 3           | 2           | 11          | 8           | +3          | 437    | 423    | +14    | 8      |
| 4       | Rusland          | 5           | 3           | 2           | 11          | 9           | +2          | 452    | 430    | +22    | 8      |
| 5       | Nederland        | 5           | 2           | 3           | 7           | 11          | -4          | 391    | 419    | -28    | 7      |
| 6       | Australië        | 5           | 0           | 5           | 2           | 15          | -13         | 331    | 422    | -91    | 5      |

| Ronde          | Datum  | Plaats               | Land | Score            | Land |
| -------------- | ------ | -------------------- | ---- | ---------------- | ---- |
| Groepsfase     |        |                      |      |                  |      |
| 15 augustus    | Athene | Nederland            | 3-2  | Rusland          |      |
| 17 augustus    | Athene | Australië            | 0-3  | Rusland          |      |
| 19 augustus    | Athene | Rusland              | 3-1  | Verenigde Staten |      |
| 21 augustus    | Athene | Brazilië             | 3-0  | Rusland          |      |
| 23 augustus    | Athene | Rusland              | 3-2  | Italië           |      |
| Kwartfinale    |        |                      |      |                  |      |
| 25 augustus    | Athene | Servië en Montenegro | 1-3  | Rusland          |      |
| Halve finale   |        |                      |      |                  |      |
| 27 augustus    | Athene | Rusland              | 0-3  | Italië           |      |
| Bronzen finale |        |                      |      |                  |      |
| 29 augustus    | Athene | Rusland              | 3-0  | Verenigde Staten |      |

#### Vrouwen
| Olympiër | Discipline | Resultaat | Prestatie |
| --- | ---------- | --------- | --- |
| Yevgeniya Artamonova Olga Chukanova Yekaterina Gamova Aleksandra Korukovets Olga Nikolaeva Yelena Plotnikova Natalya Safronova Lioubov Shashkova Marina Sheshenina Irina Tebenikhina Yelizaveta Tishchenko Yelena Tyurina | vrouwen    | Brons     | groep B: 2de W van Dominicaanse Republiek: 3-0 (25-17, 25-13, 25-16) V van Cuba: 2-3 (24-26, 25-19, 27-25, 19-25, 13-15) W van Duitsland: 3-0 (31-39, 25-11, 25-18) W van Verenigde Staten: 3-2 (20-25, 25-17, 20-25, 25-18, 15-11) V van China: 0-3 (15-25, 16-25, 26-28) kwartfinale: W van Zuid-Korea: 3-0 (25-17, 25-15, 25-22) halve finale: W van Brazilië: 3-2 (18-25, 21-25, 25-22, 28-26, 16-14) finale: V van China: 2-3 (30-28, 27-25, 20-25, 23-25, 12-15) |

| Groep B |                        |             |             |             |      |      |       |           |           |           |        |
| #       | Land                   | Wedstrijden | Wedstrijden | Wedstrijden | Sets | Sets | Sets  | Setpunten | Setpunten | Setpunten | Punten |
| #       | Land                   | G           | W           | V           | V    | T    | Saldo | V         | T         | Saldo     | Punten |
| 1       | China                  | 5           | 4           | 1           | 14   | 4    | +10   | 429       | 346       | +83       | 9      |
| 2       | Rusland                | 5           | 3           | 2           | 11   | 8    | +3    | 426       | 388       | +38       | 8      |
| 3       | Cuba                   | 5           | 3           | 2           | 11   | 10   | +1    | 443       | 460       | -17       | 8      |
| 4       | Verenigde Staten       | 5           | 2           | 3           | 11   | 10   | +1    | 472       | 467       | +5        | 7      |
| 5       | Duitsland              | 5           | 2           | 3           | 7    | 11   | -4    | 387       | 414       | -27       | 7      |
| 6       | Dominicaanse Republiek | 5           | 1           | 4           | 3    | 14   | -11   | 334       | 416       | -82       | 6      |

| Ronde        | Datum  | Plaats                 | Land | Score   | Land |
| ------------ | ------ | ---------------------- | ---- | ------- | ---- |
| Groepsfase   |        |                        |      |         |      |
| 14 augustus  | Athene | Dominicaanse Republiek | 0-3  | Rusland |      |
| 16 augustus  | Athene | Rusland                | 2-3  | Cuba    |      |
| 18 augustus  | Athene | Duitsland              | 0-3  | Rusland |      |
| 20 augustus  | Athene | Verenigde Staten       | 2-3  | Rusland |      |
| 22 augustus  | Athene | Rusland                | 0-3  | China   |      |
| Kwartfinale  |        |                        |      |         |      |
| 24 augustus  | Athene | Zuid-Korea             | 0-3  | Rusland |      |
| Halve finale |        |                        |      |         |      |
| 26 augustus  | Athene | Brazilië               | 2-3  | Rusland |      |
| Finale       |        |                        |      |         |      |
| 28 augustus  | Athene | Rusland                | 2-3  | China   |      |

### Waterpolo

#### Mannen
| Olympiër | Discipline | Resultaat | Prestatie |
| --- | ---------- | --------- | --- |
| Roman Balashov Aleksandr Fyodorov Sergey Garbuzov Dmitry Gorshkov Nikolay Kozlov Nikolay Maksimov Andrei Rekechinski Dmitri Stratan Revaz Chomakhidze Aleksandr Yeryshov Vitaly Yurchik Marat Zakirov Irek Zinnurov | mannen     | Brons     | groep A: 3de W van Kazachstan: 5-2 V van Servië en Montenegro: 3-4 W van Kroatië: 9-8 W van Verenigde Staten: 9-7 V van Hongarije: 6-7 kwartfinale: W van Duitsland: 12-5 halve finale: V van Hongarije: 5-7 bronzen finale: W van Griekenland: 6-5 |

| Groep A |                      |             |             |             |             |        |        |        |        |
| #       | Land                 | Wedstrijden | Wedstrijden | Wedstrijden | Wedstrijden | Punten | Punten | Punten | Punten |
| #       | Land                 | G           | W           | G           | V           | V      | T      | Saldo  | Punten |
| 1       | Hongarije            | 5           | 5           | 0           | 0           | 44     | 27     | +17    | 10     |
| 2       | Servië en Montenegro | 5           | 4           | 0           | 1           | 37     | 26     | +11    | 8      |
| 3       | Rusland              | 5           | 3           | 0           | 2           | 32     | 28     | +4     | 6      |
| 4       | Verenigde Staten     | 5           | 2           | 0           | 3           | 32     | 37     | -5     | 4      |
| 5       | Kroatië              | 5           | 1           | 0           | 4           | 35     | 41     | -6     | 2      |
| 6       | Kazachstan           | 5           | 0           | 0           | 5           | 21     | 42     | −21    | 0      |

| Ronde        | Datum  | Plaats    | Land | Score                | Land |
| ------------ | ------ | --------- | ---- | -------------------- | ---- |
| Groepsfase   |        |           |      |                      |      |
| 15 augustus  | Athene | Rusland   | 5-2  | Kazachstan           |      |
| 17 augustus  | Athene | Rusland   | 3-4  | Servië en Montenegro |      |
| 19 augustus  | Athene | Kroatië   | 8-9  | Rusland              |      |
| 21 augustus  | Athene | Rusland   | 9-7  | Verenigde Staten     |      |
| 23 augustus  | Athene | Rusland   | 6-7  | Hongarije            |      |
| Kwartfinale  |        |           |      |                      |      |
| 25 augustus  | Athene | Rusland   | 12-5 | Duitsland            |      |
| Halve finale |        |           |      |                      |      |
| 27 augustus  | Athene | Hongarije | 7-5  | Rusland              |      |
| Finale       |        |           |      |                      |      |
| 29 augustus  | Athene | Rusland   | 6-5  | Griekenland          |      |

#### Vrouwen
| Olympiër | Discipline | Resultaat | Prestatie |
| --- | ---------- | --------- | --- |
| Svetlana Bogdanova Sofya Konukh Tatyana Petrova Yekaterina Salimova Nataliya Shepelina Yekaterina Shishova Yelena Smurova Olga Turova Yekaterina Vasilyeva Valentina Vorontsova Mariya Yayna Galina Zlotnikova Anastasiya Zubkova | vrouwen    | 5e        | groep B: 2de W van Canada: 8-6 W van Hongarije: 9-8 V van Verenigde Staten: 4-8 kwartfinale: V van Griekenland: 4-7 5-6de plek: W van Hongarije: 12-11 |

| Groep B |                  |             |             |             |             |        |        |        |        |
| #       | Land             | Wedstrijden | Wedstrijden | Wedstrijden | Wedstrijden | Punten | Punten | Punten | Punten |
| #       | Land             | G           | W           | G           | V           | V      | T      | Saldo  | Punten |
| 1       | Verenigde Staten | 3           | 2           | 1           | 0           | 20     | 16     | +4     | 4      |
| 2       | Rusland          | 3           | 2           | 1           | 0           | 21     | 22     | -1     | 4      |
| 3       | Hongarije        | 3           | 1           | 2           | 0           | 19     | 20     | -1     | 2      |
| 4       | Canada           | 3           | 1           | 2           | 0           | 16     | 18     | -2     | 2      |

| Ronde       | Datum  | Plaats           | Land  | Score     | Land |
| ----------- | ------ | ---------------- | ----- | --------- | ---- |
| Groepsfase  |        |                  |       |           |      |
| 16 augustus | Athene | Rusland          | 8-6   | Canada    |      |
| 18 augustus | Athene | Rusland          | 9-8   | Hongarije |      |
| 20 augustus | Athene | Verenigde Staten | 8-4   | Rusland   |      |
| Kwartfinale |        |                  |       |           |      |
| 22 augustus | Athene | Griekenland      | 7-4   | Rusland   |      |
| 5-6de plek  |        |                  |       |           |      |
| 24 augustus | Athene | Rusland          | 12-11 | Hongarije |      |

### Wielersport
| Olympiër                                                              | Discipline                    | Resultaat | Prestatie |
| Baan                                                                  | Baan                          | Baan      | Baan |
| --------------------------------------------------------------------- | ----------------------------- | --------- | --- |
| Michail Ignatiev                                                      | puntenkoers (m)               | Goud      | 93 punten |
| Aleksej Markov                                                        | individuele achtervolging (m) | 10e       | kwalificatie: 10de in 4.25,520 |
| Oleg Grisjkin Aleksej Sjmidt                                          | ploegkoers (m)                | 17e       | 1 punt |
| Vladislav Borisov Alexander Khatuntsev Alexei Markov Andrey Minashkin | ploegenachtervolging (m)      | 9e        | kwalificatie: 9de in 4.09,394 |
|                                                                       |                               |           | |
| Tamilla Abassova                                                      | sprint (v)                    | Zilver    | kwalificatie: 3de in 11,364 1ste ronde: W van GBR Pendleton: 11,714 kwartfinale: W van LTU Krupeckaitė: 2-1 halve finale: W van RUS Grankovskaja: 2-1 finale: V van CAN Muenzer: 0-2                           |
| Svetlana Grankovskaja                                                 | sprint (v)                    | 4e        | kwalificatie: 7de in 11,456 1ste ronde: V van LTU Krupeckaitė herkansingen: 1ste in 12,015 kwartfinale: W van BLR Tsylinskaya: 2-0 halve finale: V van RUS Abbasova: 1-2 bronzen finale: V van USA Meares: 0-2 |
| Tamilla Abassova                                                      | tijdrit (v)                   | 12e       | 35,147 |
| Svetlana Grankovskaja                                                 | tijdrit (v)                   | 9e        | 34,797 |
| Olga Sljoesarjova                                                     | puntenkoers (v)               | Goud      | 20 punten |
| Olga Sljoesarjova                                                     | individuele achtervolging (v) | 6e        | kwalificatie: 8ste in 3.35,177 halve finale: V van NZL Ulmer: 3.36,263 |
| Jelena Tsjalych                                                       | individuele achtervolging (v) | 7e        | kwalificatie: 5de in 3.33,709 halve finale: V van AUS Bates: 3.36,442 |
| Mountainbike                                                          |                               |           | |
| Joeri Trofimov                                                        | mannen                        | 27e       | 2:27.46 |
|                                                                       |                               |           | |
| Irina Kalentjeva                                                      | mannen                        | 13e       | 2:08.57 |
| Weg                                                                   |                               |           | |
| Vjatsjeslav Jekimov                                                   | tijdrit (m)                   | Goud      | 57.50,58 |
| Jevgeni Petrov                                                        | tijdrit (m)                   | 28e       | 1:02.50,32 |
| Vjatsjeslav Jekimov                                                   | wegwedstrijd (m)              | DNF       | niet gefinisht |
| Vladimir Karpets                                                      | wegwedstrijd (m)              | DNF       | niet gefinisht |
| Aleksandr Kolobnev                                                    | wegwedstrijd (m)              | 10e       | 5:41.56 |
| Denis Mensjov                                                         | wegwedstrijd (m)              | DNF       | niet gefinisht |
| Jevgeni Petrov                                                        | wegwedstrijd (m)              | 37e       | 5:41.56 |
|                                                                       |                               |           | |
| Olga Sljoesarjova                                                     | tijdrit (v)                   | 12e       | 32.51,06 |
| Zoelfia Zabirova                                                      | tijdrit (v)                   | 8e        | 32.30,08 |
| Svetlana Boebnenkova                                                  | wegwedstrijd (v)              | DNF       | niet gefinisht |
| Olga Sljoesarjova                                                     | wegwedstrijd (v)              | Brons     | 3:25.03 |
| Zoelfia Zabirova                                                      | wegwedstrijd (v)              | 39e       | 3:28.39 |

### Worstelen
| Olympiër                  | Discipline  | Resultaat   | Prestatie |
| Vrije stijl               | Vrije stijl | Vrije stijl | Vrije stijl |
| ------------------------- | ----------- | ----------- | --- |
| Mavlet Batirov            | -55kg (m)   | Goud        | groep 6: 1ste W van UZB Mansurov: 4-0 W van AFG Ahmad Rahmati: 3-0 kwartfinale: W van UKR Zakharuk: 3-0 halve finale: W van GRE Kardanov: 3-1 finale: W van USA Abas: 3-1                  |
| Murad Umakhanov           | -60kg (m)   | 10e         | groep 2: 2de V van CAN Sissasouri: 1-3 W van TUR Odabaşı: 3-1 |
| Makhach Murtazaliev       | -66kg (m)   | Brons       | groep 6: 1ste W van IRI Nourzad: 3-1 W van UZB Tavkazakhov: 3-1 kwartfinale: W van TUR Çubukçu: 3-0 halve finale: V van USA Kelly: 1-3 bronzen finale: W van KAZ Spiridonov: 3-1           |
| Buvaisar Saitiev          | -74kg (m)   | Goud        | groep 6: 1ste W van HUN Ritter: 3-1 W van GRE Bentinidis: 3-1 kwartfinale: W van BLR Gaidarov: 3-1 halve finale: W van POL Brzozowski: 3-0 finale: W van KAZ Laliyev: 3-0                  |
| Sazhid Sazhidov           | -84kg (m)   | Brons       | groep 7: 1ste W van TJK Aliev: 3-0 W van ROU Ghiţă: 5-0 W van SEN Sène: 4-0 kwartfinale: vrij halve finale: V van KOR Moon: 1-3 bronzen finale: W van CUB Romero: 3-1                      |
| Khadzhimurat Gatsalov     | -96kg (m)   | Goud        | groep 5: 1ste W van SUI Scherrer: 3-1 W van UKR Tasoyev: 3-0 kwartfinale: W van BLR Shemarov: 3-0 halve finale: W van USA Cormier: 3-1 finale: W van UZB Ibragimov: 3-1                    |
| Kuramagomed Kuramagomedov | -120kg (m)  | 6e          | groep 2: 1ste W van HUN Aubeli: 3-0 W van GEO Modebadze: 3-0 kwartfinale: V van UZB Taymazov: 1-3 5-6de plek: V van CUB Rodríguez: 0-3                                                     |
|                           |             |             | |
| Lorisa Oorzhak            | -48kg (v)   | 5e          | groep 4: 2de V van USA Miranda: 1-3 W van CHN Li: 3-1 W van VEN Caripa: 3-0 5-8ste plek: W van TJK Karamchakova: 4-0 5-6de plek: W van GER Wagner: 3-1                                     |
| Olga Smirnova             | -55kg (v)   | 9e          | groep 1: 3de V van USA O'Donnell: 0-5 V van CAN Igali: 1-4 |
| Alena Kartashova          | -63kg (v)   | 8e          | groep 4: 2de W van UKR Holovchenko: 3-0 V van JPN Icho: 0-3 5-8ste plek: V van BLR Khilko: 1-3                                                                                             |
| Guzel Manyurova           | -72kg (v)   | Zilver      | groep 1: 1ste W van AUT Gastl: 3-1 W van GER Schätzle: 5-0 halve finale: W van UKR Saenko: 4-0 finale: V van CHN Wang: 1-3                                                                 |
| Grieks-Romeins            |             |             | |
| Geidar Mamedaliyev        | -55kg (m)   | Zilver      | groep 6: 1ste W van POL Jabłoński: 3-0 W van IND Khatri: 3-0 kwartfinale: W van KOR Im: 3-0 halve finale: W van GRE Kiouregkian: 3-1 finale: V van HUN Majoros: 1-3                        |
| Aleksey Shevtsov          | -60kg (m)   | 4e          | groep 6: 1ste W van CHN Ai: 3-1 W van GER Kohl: 3-0 kwartfinale: W van KAZ Koizhaiganov: 3-1 halve finale: V van CUB Monzón: 1-3 bronzen finale: V van BUL Nazaryan: 1-3                   |
| Maksim Semenov            | -66kg (m)   | 9e          | groep 1: 2de V van ARM Galstyan: 1-3 W van SWE Samuelsson: 3-1 |
| Varteres Samurgashev      | -74kg (m)   | Brons       | groep 5: 1ste W van SWE Babulfath: 3-0 W van UKR Shatkykh: 3-0 W van GER Schneider: 3-1 kwartfinale: vrij halve finale: V van UZB Dokturishvili: 1-3 bronzen finale: W van SUI Bucher: 4-0 |
| Alexei Mishin             | -84kg (m)   | Goud        | groep 4: 1ste W van FRA Noumonvi: 3-0 W van ISR Tzitziashvily: 3-0 kwartfinale: W van GRE Avramis: 3-1 halve finale: W van BLR Makaranka: 3-0 finale: W van SWE Abrahamian: 3-1            |
| Gogi Koguashvili          | -96kg (m)   | 6e          | groep 1: 1ste W van SWE Lidberg: 3-1 W van BLR Lishtvan: 3-0 kwartfinale: V van GEO Nozadze: 0-3                                                                                           |
| Khasan Baroev             | -120kg (m)  | Goud        | groep 3: 1ste W van CZE Vála: 3-0 W van BLR Chekhauskoi: 3-0 kwartfinale: W van CUB López: 3-0 halve finale: W van IRI Barzi: 3-0 finale: W van KAZ Tsurtsumia: 3-1                        |

### Zeilen
| Olympiër                                           | Discipline     | Resultaat | Prestatie                                      |
| -------------------------------------------------- | -------------- | --------- | ---------------------------------------------- |
| Vladimir Moiseyev                                  | mistral (m)    | 29e       | 252 punten: (32-29-30-27-26-12-23-23-28-30-24) |
| Vladimir Krutskikh                                 | finn (m)       | 21e       | 173 punten: (23-22-22-21-10-23-16-22-6-23-8)   |
| Dmitry Berezkin Mikhail Krutikov                   | 470 (m)        | 17e       | 132 punten: (8-17-26-17-18-21-16-6-14-14-1)    |
|                                                    |                |           |                                                |
| Natalia Ivanova                                    | europe (v)     | 25e       | 204 punten: (17-22-23-24-25-9-24-17-21-25-22)  |
| Nataliya Gaponovich Vlada Ilyenko                  | 470 (v)        | 8e        | 94 punten: (7-6-12-8-14-17-13-11-11-4-8)       |
| Diana Krutskikh Tatyana Lartseva Ekaterina Skudina | yngling (v)    | 8e        | 79 punten: (6-5-11-17-14-4-13-1-10-12-3)       |
|                                                    |                |           |                                                |
| Maksim Semerkhanov                                 | laser          | 26e       | 235 punten: (34-33-29-16-13-30-22-37-31-22-5)  |
| Andrey Kirilyuk Valery Ushkov                      | tornado klasse | 9e        | 76 punten: (15-13-5-10-3-1-7-11-3-17-8)        |

### Zwemmen
| Olympiër                                                                                           | Discipline            | Resultaat | Prestatie                                                                       |
| -------------------------------------------------------------------------------------------------- | --------------------- | --------- | ------------------------------------------------------------------------------- |
| Andrey Kapralov                                                                                    | 50m vrije slag (m)    | 29e       | serie 9: 8ste in 22,97                                                          |
| Aleksandr Popov                                                                                    | 50m vrije slag (m)    | 18e       | serie 10: 4de in 22,58                                                          |
| Andrey Kapralov                                                                                    | 100m vrije slag (m)   | 7e        | serie 9: 2de in 49,52 halve finale 2: 4de in 49,12 finale: 7de in 49,30         |
| Aleksandr Popov                                                                                    | 100m vrije slag (m)   | 9e        | serie 9: 2de in 49,51 halve finale 1: 4de in 49,23                              |
| Andrey Kapralov                                                                                    | 200m vrije slag (m)   | 16e       | serie 6: 3de in 1.49,91 halve finale 2: 4de in 49,12                            |
| Maksim Kuznetsov                                                                                   | 200m vrije slag (m)   | 24e       | serie 7: 8ste in 1.50,93                                                        |
| Joeri Priloekov                                                                                    | 400m vrije slag (m)   | 6e        | serie 5: 2de in 3.48,71 finale: 6de in 3.46,69                                  |
| Aleksey Filipets                                                                                   | 1500m vrije slag (m)  | 19e       | serie 3: 7de in 15.30,05                                                        |
| Joeri Priloekov                                                                                    | 1500m vrije slag (m)  | 4e        | serie 5: 1ste in 15.01,02 finale: 4de in 14.52,48 (NR)                          |
| Yevgeny Alyoshin                                                                                   | 100m rugslag (m)      | 19e       | serie 4: 5de in 44,91                                                           |
| Arkady Vyachanin                                                                                   | 100m rugslag (m)      | 9e        | serie 4: 2de in 55,17 halve finale 2: 6de in 55,20                              |
| Yevgeny Alyoshin                                                                                   | 200m rugslag (m)      | 17e       | serie 4: 6de in 2.01,25                                                         |
| Arkady Vyachanin                                                                                   | 200m rugslag (m)      | 11e       | serie 3: 3de in 2.01,09 halve finale 1: 6de in 1.59,80                          |
| Dmitri Komornikov                                                                                  | 100m schoolslag (m)   | 12e       | serie 6: 6de in 1.02,05 halve finale 2: 6de in 1.01,83                          |
| Roman Sloednov                                                                                     | 100m schoolslag (m)   | 9e        | serie 6: 4de in 1.01,65 halve finale 1: 4de in 1.01,54                          |
| Grigory Falko                                                                                      | 200m schoolslag (m)   | 9e        | serie 5: 2de in 2.13,45 halve finale 1: 5de in 2.12,42                          |
| Dmitri Komornikov                                                                                  | 200m schoolslag (m)   | 17e       | serie 5: 6de in 2.14,95                                                         |
| Yevgeny Korotyshkin                                                                                | 100m vlinderslag (m)  | 10e       | serie 6: 2de in 52,93 halve finale 2: 7de in 52,85                              |
| Igor Marchenko                                                                                     | 100m vlinderslag (m)  | 5e        | serie 8: 3de in 52,62 halve finale 2: 3de in 52,32 finale: 5de in 52,32         |
| Anatoly Polyakov                                                                                   | 200m vlinderslag (m)  | 9e        | serie 4: 3de in 1.58,12 halve finale 1: 4de in 1.57,58                          |
| Nikolaj Skvortsov                                                                                  | 200m vlinderslag (m)  | 7e        | serie 3: 3de in 1.58,18 halve finale 2: 5de in 1.57,37 finale: 7de in 1.57,14   |
| Aleksey Zatsepin                                                                                   | 200m wisselslag (m)   | 29e       | serie 7: 8ste in 2.04,11                                                        |
| Igor Berezutsky                                                                                    | 400m wisselslag (m)   | 21e       | serie 5: 7de in 4.23,20                                                         |
| Aleksey Kovrigin                                                                                   | 400m wisselslag (m)   | 24e       | serie 5: 8ste in 4.23,77                                                        |
| Andrey Kapralov Yevgeny Lagunov Denis Pimankov Aleksandr Popov Ivan Usov                           | 4x100m vrije slag (m) | 4e        | serie 2: 1ste in 3.17,46 finale: 4de in 3.15,75                                 |
| Stepan Ganzey Maksim Kuznetsov Yevgeny Natsvin Aleksey Zatsepin                                    | 4x200m vrije slag (m) | 11e       | serie 2: 6de in 7.23,97                                                         |
| Andrey Kapralov Yevgeny Korotyshkin Igor Marchenko Aleksandr Popov Roman Sludnov Arkady Vyatchanin | 4x100m wisselslag (m) | 4e        | serie 1: 1ste in 3.38,07 finale: 4de in 3.35,91                                 |
| |                       |           |                                                                                 |
| Nataliya Shalagina                                                                                 | 200m vrije slag (v)   | 21e       | serie 5: 7de in 2.02,37                                                         |
| Darya Parshina                                                                                     | 400m vrije slag (v)   | 25e       | serie 4: 8ste in 4.18,27                                                        |
| Stanislava Komarova                                                                                | 100m rugslag (v)      | 10e       | serie 4: 4de in 1.01,84 halve finale 1: 5de in 1.01,63                          |
| Stanislava Komarova                                                                                | 200m rugslag (v)      | Zilver    | serie 4: 1ste in 2.10,71 halve finale 2: 1ste in 2.09,62 finale: 2de in 2.09,72 |
| Yelena Bogomazova                                                                                  | 100m schoolslag (v)   | 15e       | serie 6: 6de in 1.10,24 halve finale 2: 8ste in 1.10,41                         |
| Yelena Bogomazova                                                                                  | 200m schoolslag (v)   | 12e       | serie 5: 5de in 2.31,49 halve finale 1: 6de in 2.30,65                          |
| Nataliya Soetyagina                                                                                | 100m vlinderslag (v)  | 16e       | serie 3: 3de in 59,76 halve finale 1: 8ste in 59,79                             |
| Mariya Boelakhova                                                                                  | 200m vlinderslag (v)  | 18e       | serie 1: 1ste in 2.12,99                                                        |
| Oksana Verevka                                                                                     | 200m wisselslag (v)   | 12e       | serie 3: 5de in 2.16,63 halve finale 2: 7de in 2.15,93                          |
| Yana Martynova                                                                                     | 400m wisselslag (v)   | 21e       | serie 2: 7de in 4.52,96                                                         |
| Yelena Bogomazova Nataliya Shalagina Nataliya Sutyagina Oksana Verevka                             | 4x100m wisselslag (m) | 12e       | serie 2: 7de in 4.10,18                                                         |

Afghanistan · Albanië · Algerije · Amerikaanse Maagdeneilanden · Amerikaans-Samoa · Andorra · Angola · Antigua en Barbuda · Argentinië · Armenië · Aruba · Australië · Azerbeidzjan · Bahama's · Bahrein · Bangladesh · Barbados · België · Belize · Benin · Bermuda · Bhutan · Bolivia · Bosnië en Herzegovina · Botswana · Brazilië · Britse Maagdeneilanden · Brunei · Bulgarije · Burkina Faso · Burundi · Cambodja · Canada · Centraal-Afrikaanse Republiek · Chili · China · Chinees Taipei · Colombia · Comoren · Congo-Brazzaville · Congo-Kinshasa · Cookeilanden · Costa Rica · Cuba · Cyprus · Denemarken · Djibouti · Dominica · Dominicaanse Republiek · Duitsland · Ecuador · Egypte · El Salvador · Equatoriaal-Guinea · Eritrea · Estland · Ethiopië · Fiji · Filipijnen · Finland · Frankrijk · Gabon · Gambia · Georgië · Ghana · Grenada · Griekenland · Groot-Brittannië · Guam · Guatemala · Guinee · Guinee‑Bissau · Guyana · Haïti · Honduras · Hongarije · Hongkong · Ierland · IJsland · India · Indonesië · Irak · Iran · Israël · Italië · Ivoorkust · Jamaica · Japan · Jemen · Jordanië · Kaaimaneilanden · Kaapverdië · Kameroen · Kazachstan · Kenia · Kirgizië · Kiribati · Koeweit · Kroatië · Laos · Lesotho · Letland · Libanon · Liberia · Libië · Liechtenstein · Litouwen · Luxemburg · Macedonië · Madagaskar · Malawi · Malediven · Maleisië · Mali · Malta · Marokko · Mauritanië · Mauritius · Mexico · Micronesië · Moldavië · Monaco · Mongolië · Mozambique · Myanmar · Namibië · Nauru · Nederland · Nederlandse Antillen · Nepal · Nicaragua · Nieuw-Zeeland · Niger · Nigeria · Noord-Korea · Noorwegen · Oeganda · Oekraïne · Oezbekistan · Oman · Oostenrijk · Oost‑Timor · Pakistan · Palau · Palestina · Panama · Papoea-Nieuw-Guinea · Paraguay · Peru · Polen · Portugal · Puerto Rico · Qatar · Roemenië · Rusland · Rwanda · Saint Kitts en Nevis · Saint Lucia · Saint Vincent en Grenadines · Salomonseilanden · Samoa · San Marino · Sao Tomé en Principe · Saoedi-Arabië · Senegal · Servië en Montenegro · Seychellen · Sierra Leone · Singapore · Slovenië · Slowakije · Soedan · Somalië · Spanje · Sri Lanka · Suriname · Swaziland · Syrië · Tadzjikistan · Tanzania · Thailand · Togo · Tonga · Trinidad en Tobago · Tsjaad · Tsjechië · Tunesië · Turkije · Turkmenistan · Uruguay · Vanuatu · Venezuela · Verenigde Arabische Emiraten · Verenigde Staten · Vietnam · Wit-Rusland · Zambia · Zimbabwe · Zuid-Afrika · Zuid-Korea · Zweden · Zwitserland